# Manaus
Manaus [mɐˈnau̯s], amtlich portugiesisch Município de Manaus, ist die Hauptstadt des größten brasilianischen Bundesstaates, des Bundesstaates Amazonas. Sie liegt an der Mündung des Rio Negro in den Amazonas. In der Zeit zwischen 1870 und 1910 wurde die Stadt durch den Kautschukboom bekannt, da die Region lange Zeit der einzige Lieferant von Kautschuk war. Heute ist der Ort vor allem der historischen Bauwerke wegen sowie als touristischer Ausgangspunkt für Ausflüge in den sehr artenreichen, die Stadt umgebenden Amazonas-Regenwald bekannt. Manaus ist Sitz des römisch-katholischen Erzbistums Manaus.

## Geographie
Manaus liegt auf einer Höhe von 92 m am linken östlichen Ufer des Rio Negro, ungefähr elf Kilometer westlich des Zusammenflusses mit dem Rio Solimões im oberen Amazonasbecken inmitten des Dschungels. Der Rio Solimões wird ab hier wieder Amazonas genannt, wie schon vor der brasilianischen Grenze. Bis zur Mündung des Amazonas in den Atlantischen Ozean bei Belém sind es rund 1700 Kilometer entlang des Amazonas und 1500 Kilometer Luftlinie.
Manaus ist Zentrum der Metropolregion Manaus, die 2007 zunächst mit den Städten Manaus, Iranduba, Manacapuru, Novo Airão, Presidente Figueiredo, Rio Preto da Eva, Itacoatiara und Careiro da Várzea gegründet wurde. 2009 kamen noch Autazes, Careiro Castanha, Itapiranga, Manaquiri und Silves dazu. Die Metropolregion Manaus fasst 2018 13 Munizips zusammen mit einer zum 1. Juli 2018 geschätzten Gesamtfläche von 127.287,789 km² und 2.631.239 Einwohnern. Dies sind 64 % der Gesamtbevölkerung von Amazonas, 14,4 % der Região Norte und 1,3 % des brasilianischen Staates.
Manaus ist in sechs Zonen (Zona Leste, Zona Norte, Zona Oeste, Zona Centro-Oeste, Zona Sul und Zona Centro-Sul), vierzehn Distrikte und 222 Stadtteile aufgeteilt. Das gesellschaftliche Zentrum der Stadt liegt im Süden in der Zona Sul direkt am Rio Negro um den Hafen im Stadtteil Centro.
Die Stadt wird auch als „Paris dos Trópicos“ („Paris der Tropen“) und als „Metrópole da Amazônia“ („Metropole von Amazonien“) bezeichnet.

## Klima
Aufgrund der Nähe zum Äquator (3° südliche Breite) gibt es im jahreszeitlichen Verlauf nur geringe Änderungen in der Tageslänge. Deshalb werden an Stelle der vier Jahreszeiten nur Trocken- und Regenzeit unterschieden. Es herrscht feucht-tropisches Klima, das heißt, es ist ganzjährig sehr heiß und die Luft ist sehr feucht. Während der Regenzeit von Dezember bis Mai gehen fast täglich starke Schauer nieder. Die Niederschlagsmenge pro Jahr beträgt 2272 Millimeter, was dem zwei- bis fünffachen des in Deutschland erreichten Werts entspricht. Die Luftfeuchtigkeit beträgt nachts mindestens 95 % und ist auch tagsüber oft sehr hoch, so dass die Lufttemperatur vom Menschen als noch wärmer wahrgenommen wird, als sie tatsächlich ist (siehe Gefühlte Temperatur). Die Durchschnittstemperaturen der einzelnen Monate eines Jahres variieren nur sehr leicht zwischen 26 und 28 °C. Die Tageshöchsttemperaturen liegen meistens zwischen 30 und 40 °C, während nachts Temperaturen zwischen 20 und 30 °C erreicht werden.
Regenfälle im Anden-Hochland Kolumbiens und Perus verursachen starke Schwankungen des Wasserstandes des Solimões und zu einem geringeren Teil des Rio Negros, der aber aufgrund des Rückstaus ebenfalls anschwillt. Unterschiede von bis zu 14 Meter werden zwischen der Hochwasserperiode von März bis Juli und der Niedrigwasserperiode von August bis Februar erreicht. Eine Skala im Hafen von Manaus zeigt die Stände der verschiedenen Jahre. Von Hochwasser spricht man in Manaus ab einem Pegel von 27,50 Metern, von schwerem Hochwasser ab einem Pegel von 29,00 Metern. 2021 erreichte das Hochwasser den historischen Rekord von 30,02 Metern. Acht der zwölf schwersten Hochwasserereignisse der letzten hundert Jahre fallen in die vergangenen 15 Jahre.
|                       | Jan   | Feb   | Mär   | Apr   | Mai   | Jun   | Jul  | Aug  | Sep  | Okt   | Nov  | Dez   |   |         |
| Mittl. Tagesmax. (°C) | 30,5  | 30,4  | 30,6  | 30,7  | 30,8  | 31    | 31,3 | 32,6 | 32,9 | 32,8  | 32,1 | 31,3  | ⌀ | 31,4    |
| Mittl. Tagesmin. (°C) | 23,1  | 23,1  | 23,2  | 23,3  | 23,3  | 23    | 22,7 | 23   | 23,5 | 23,7  | 23,7 | 23,5  | ⌀ | 23,3    |
|                       |       |       |       |       |       |       |      |      |      |       |      |       |   |         |
| Niederschlag (mm)     | 260,1 | 288,3 | 313,5 | 300,1 | 256,3 | 113,6 | 87,5 | 57,9 | 83,3 | 125,7 | 183  | 216,9 | Σ | 2.286,2 |
|                       |       |       |       |       |       |       |      |      |      |       |      |       |   |         |
| Sonnenstunden (h/d)   | 3,7   | 3,1   | 3,2   | 3,7   | 4,8   | 6,2   | 6,9  | 7,3  | 6,5  | 5,5   | 4,7  | 4,2   | ⌀ | 5       |
|                       |       |       |       |       |       |       |      |      |      |       |      |       |   |         |
| Regentage (d)         | 21    | 20    | 21    | 20    | 19    | 12    | 10   | 7    | 9    | 11    | 12   | 18    | Σ | 180     |
|                       |       |       |       |       |       |       |      |      |      |       |      |       |   |         |
| Luftfeuchtigkeit (%)  | 86    | 87    | 88    | 87    | 87    | 83    | 80   | 77   | 77   | 79    | 81   | 85    | ⌀ | 83,1    |

| 23,1 |

| 23,1 |

| 23,2 |

| 23,3 |

| 23,3 |

| 23 |

| 22,7 |

| 23 |

| 23,5 |

| 23,7 |

| 23,7 |

| 23,5 |

| 23,1 |

| 23,1 |

| 23,2 |

| 23,3 |

| 23,3 |

| 23 |

| 22,7 |

| 23 |

| 23,5 |

| 23,7 |

| 23,7 |

| 23,5 |

## Geschichte

### Gründung und Kolonialzeit

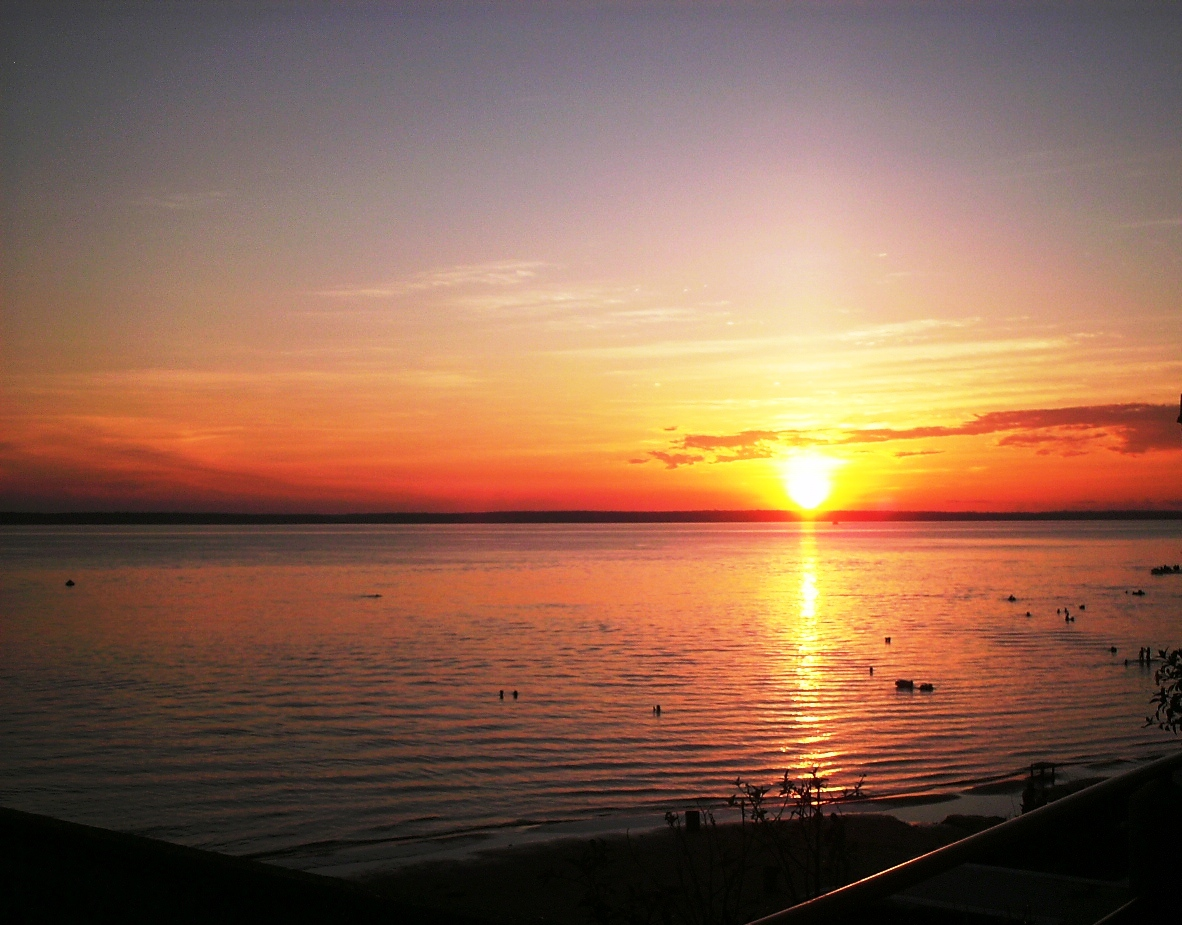
Der Rio Negro

Bereits 1542 entdeckten der Spanier Francisco de Orellana und seine Reisekameraden den Rio Negro und fuhren bis zur Mündung in den Amazonas. Manaus wurde 1669 als kleines portugiesisches Fort unter dem Namen „Forte de São José da Barra do Rio Negro“ gegründet.
Die Bevölkerung, die sich um das Fort herum niederließ, wuchs langsam, und 1695 wurde die erste primitive Kirche errichtet. Im Jahr 1787 hatte das Fort erst 301 Einwohner, darunter 243 Indigene, 47 Weiße und 11 schwarze Sklaven. Die Stadt bestand nun aus zwei „Stadtteilen“, von denen einer die alte Kirche, das Haus des Vikars und das Haus des Kommandanten des Forts beherbergten.
1791 wurde das Fort bereits Sitz des Gouverneurs, obwohl es noch kein Stadtrecht hatte. Der damalige Kommandant des Forts, Lobo d’Almada, ließ daher einen Palast für den Gouverneur von Grão-Pará und Rio Negro errichten. Da er allerdings vom Gouverneur D. Francisco de Souza Coutinho nicht dazu autorisiert worden war, wurde er später der Unterschlagung öffentlicher Gelder bezichtigt. 1804 wollte der Nachfolger von Gouverneur Coutinho die Verdienste des mittlerweile verstorbenen Kommandanten d’Almada würdigen und verlegte den Sitz der Regierung wieder nach Manaus.

### Kaiserreich
1823 schloss sich das Kolonialgebiet Grão-Pará und Rio Negro dem Kaiserreich Brasilien an.
Am 12. April 1832 revoltierten die Soldaten des Forts unter Führung von Joaquim Pedro da Silva. Die Aufstände, bei denen der Kommandant des Forts, Joaquim Filipe dos Reis, ums Leben kam, waren durch das Ausbleiben der Soldzahlung hervorgerufen worden. Im Anschluss daran sandte die Provinzregierung von Pará Truppen, die von Domingos Simões da Cunha Bahiana angeführt wurden, um den Aufstand niederzuschlagen. Obwohl sich die Verteidigung der Provinz Rio Negro mit ungefähr 1000 Mann und 30 Kanonen auf erhöhtem Gebiet in der Nähe des Zusammenflusses von Rio Negro und Rio Solimões (Amazonas) verschanzte, waren die Truppen aus Pará siegreich.
Im Laufe der Zeit führte die Stadt viele verschiedene Namen. Am 25. Juli 1833 wurde die Provinz Pará, zu der Manaus seit dem gescheiterten Aufstand gehörte, in drei Provinzen aufgeteilt: Grão-Pará, Alto Amazonas und Baixo Amazonas. Das Fort gehörte der Provinz Alto Amazonas (Oberer Amazonas) an, wurde mit der Aufteilung zum Dorf und hieß nun zum ersten Mal Manaus. Im Folgenden konnte das Dorf eine eigene administrative und judikative Struktur aufbauen.
Am 24. Oktober 1848, der heute als Geburtstag der Stadt gilt, erhielt Manaus per Gesetz den Stadtstatus – damals allerdings unter dem Namen „Cidade da Barra do Rio Negro“ – obwohl es noch nicht viel gab, was eine Stadt ausmacht. Zum Beispiel fehlte ein öffentliches Schulsystem. Am 4. September 1856 nannte sie der Gouverneur Herculano Ferreira Pena schließlich wieder Manaus, in Anlehnung an den Indianerstamm der Manaós. Das Wort bedeutet so viel wie „Mutter Gottes“.
Mit einem Beschluss vom 7. Dezember 1866 war es erstmals möglich, dass Reisende und Händler aller Länder den Amazonas hinauf befahren konnten. Dies hatte enorme soziale und wirtschaftliche Erfolge zur Folge, so dass beispielsweise auch die ersten Langstreckenlinien entstanden. Ab 1877 verkehrten beispielsweise regelmäßig Schiffe zwischen Manaus und Liverpool, ab 1881 auch zwischen Manaus und New York City.
Zwischen 1872 und 1883 kamen viele Arbeitssuchende in die Stadt, sowohl aus anderen Teilen Brasiliens als auch aus anderen Teilen der Welt. Die Exporte von Kautschuk schnellten in derselben Zeit in die Höhe, weshalb Manaus zur Zeit des Kautschukbooms reich wurde. Am 24. Mai 1884 wurde die Sklaverei in der Stadt abgeschafft.

### Republik

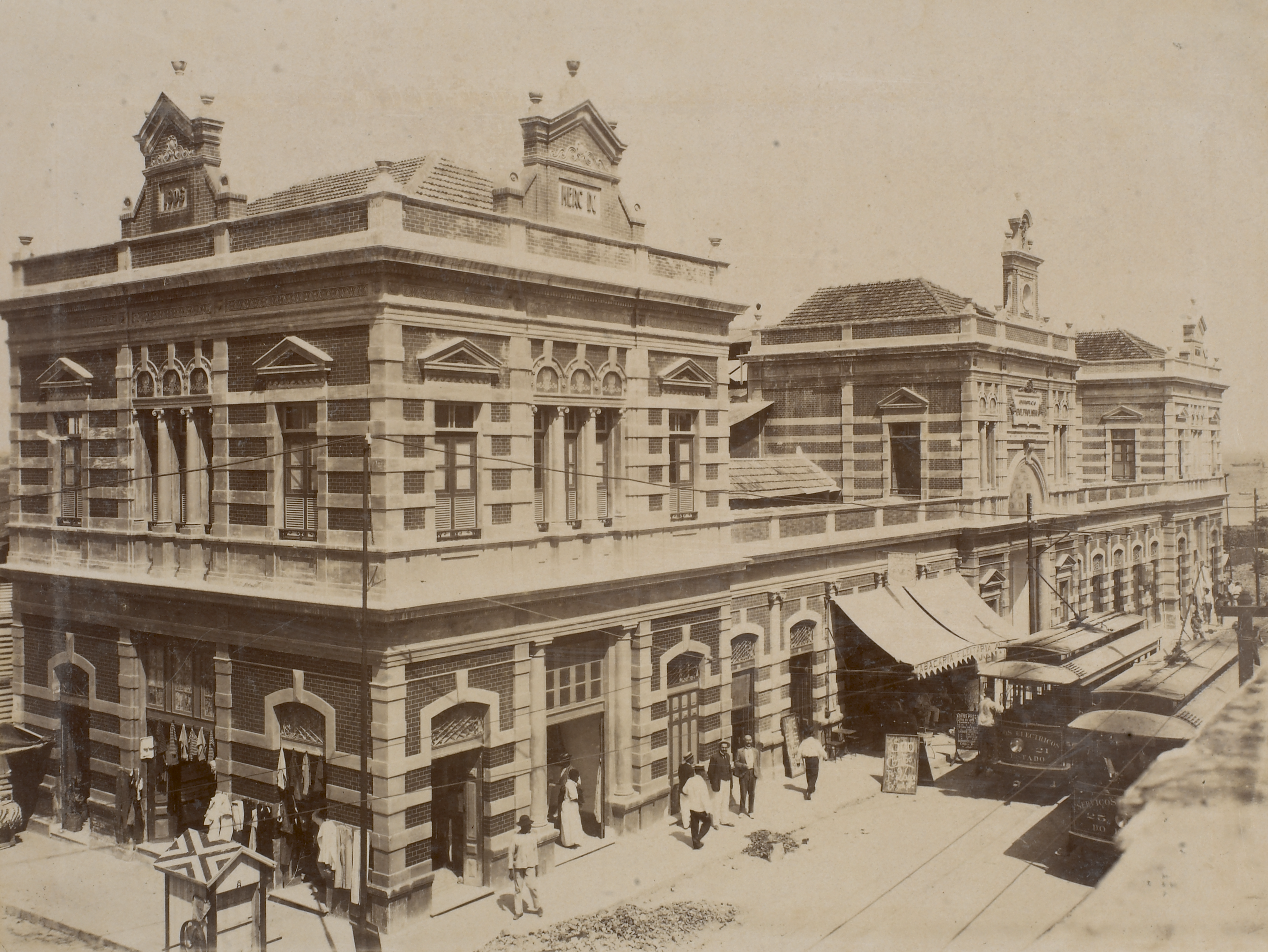
Öffentlicher Markt, Manaus (1906)

Am 21. November 1889 schloss sich die Provinz Alto Amazonas der gerade ausgerufenen Republik an.
Um 1890 war Manaus die wohl am weitesten entwickelte Stadt Brasiliens. Damals nannte man die Stadt auch das „Paris der Tropen“, weil sie die einzige des Landes war, die elektrisches Licht und ein Trinkwasser- und Abwassersystem hatte. In dieser Zeit entstanden viele Gebäude wie der Justizpalast (Palácio da Justiça) oder das Theater (Teatro Amazonas), an denen sich der damalige Reichtum erahnen lässt. Manaus wurde zu einer kosmopolitischen Stadt, da Fremde mit den unterschiedlichsten Berufen aus der ganzen Welt kamen und sich hier niederließen. Im Zuge dieses Wohlstands wurde auch die elektrische Straßenbahn Manaus erbaut, die am 1. August 1899 eröffnet wurde. Sie war die erste Straßenbahn Brasiliens. Eine Fahrt mit ihr war relativ günstig, weshalb viele Einwohner aller Bevölkerungsschichten sie nutzten. Die Bahn existierte bis zum 28. Februar 1957.

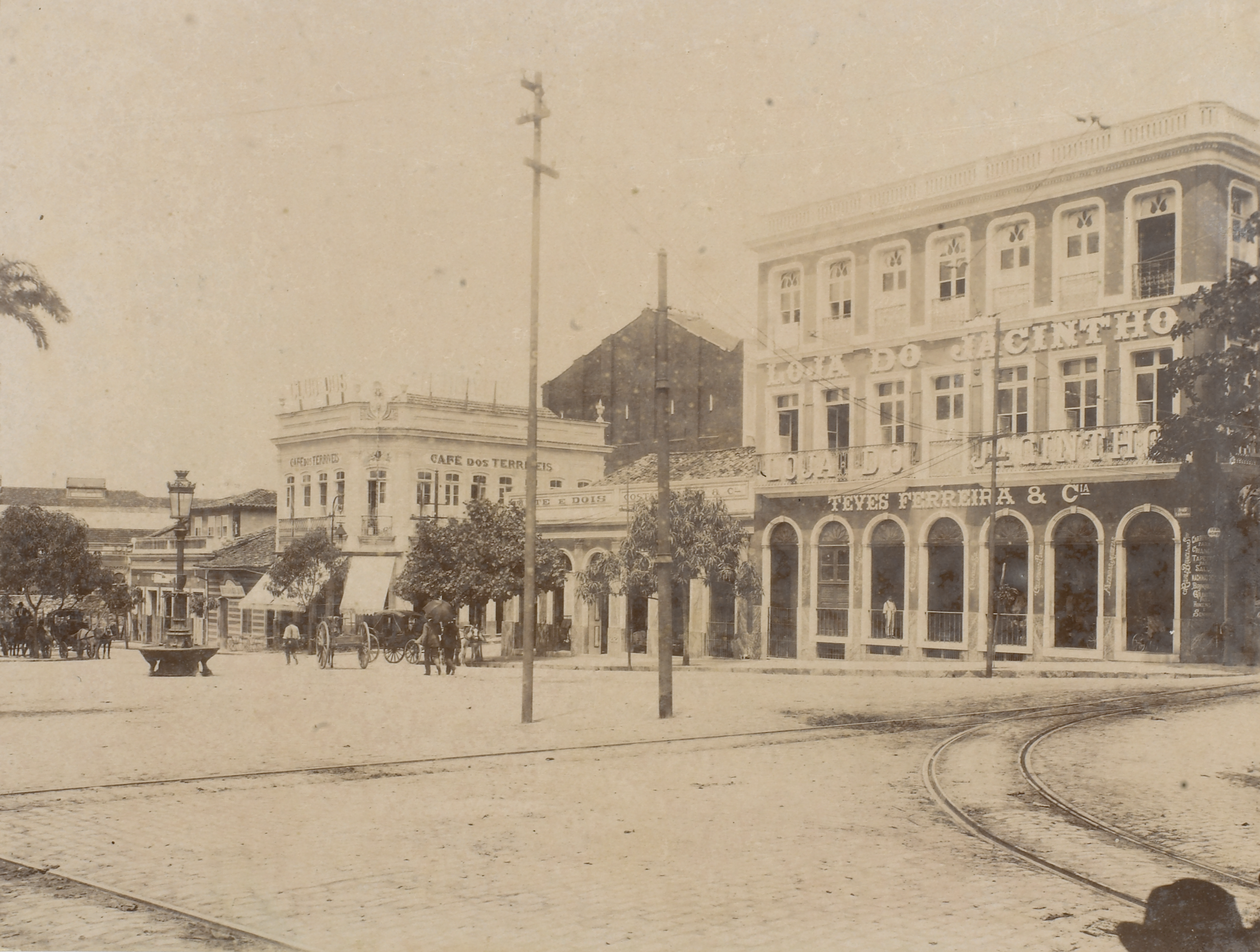
Platz 15. November (1906)

Nach dem Verlust des Weltmonopols auf Kautschuk 1910 setzte der Niedergang der Stadt ein. Öffentliche Gebäude verfielen wegen mangelnder Wartung, das Stromnetz fiel aus und die Straßenbahnlinie wurde stillgelegt. Der Gouverneur Plínio Coêlho setzte ein Programm für Arbeit auf, das am 23. Oktober 1951 beschlossen wurde und unter anderem auch den Freihandelshafen einschloss. Am 6. Juni 1957 wurde Manaus von Präsident Juscelino Kubitschek zur Freihandelszone (Zona Franca) erklärt. Unternehmen, die in Manaus produzieren, können ihre Rohmaterialien nun nahezu zollfrei einführen, was seit den 1970er Jahren zu einem Wirtschaftsboom und einem Wiedererwachen des öffentlichen Lebens in der Stadt führt.
Manaus war 2020 und 2021 schwer von der COVID-19-Pandemie in Brasilien betroffen.

## Kommunalpolitik
Exekutive: Manaus wurde seit dem 1. Januar 2009 von Bürgermeister Amazonino Mendes regiert, der der Partei Partido Trabalhista Brasileiro (PTB) angehört. Mendes wurde am 1. Januar 2013 von Arthur Virgílio Neto (Partido da Social Democracia Brasileira) abgelöst, der bereits von 1989 bis 1993 dieses Amt innehatte. Neto setzte sich bei der Kommunalwahl 2012 mit 65,95 % der Stimmen gegen die kommunistische Senatorin Vanessa Grazziotin durch und bei der Kommunalwahl 2016 mit 55,96 % gegen acht Mitbewerber. Bei den Kommunalwahlen in Brasilien 2020 wurde David Almeida der Partei Avante mit 466.970 oder 51,27 % der gültigen Stimmen zum Stadtpräfekten für die Amtszeit von 2021 bis 2024 gewählt.
Vor 1962 und zwischen 1965 und Ende 1985 wurden die Bürgermeister vom Gouverneur des Staates Amazonas ernannt, was die unterschiedliche Dauer, der zum Teil sehr kurzen Amtszeiten erklärt. Ansonsten wurden sie von den Bürgern der Stadt gewählt.
Außer dem Bürgermeister und dem stellvertretenden Bürgermeister gibt es noch 31 Sekretäre und das „Gabinete Civil“. Die Sekretäre haben alle ihren speziellen Aufgabenbereich, wie etwa den öffentlichen Nahverkehr oder Sicherheit. Das Gabinete Civil arbeitet dem Bürgermeister und dem stellvertretenden Bürgermeister zu.
Die Legislative wird durch einen Stadtrat aus 41 gewählten Vertretern (vereadores) der Câmara Municipal ausgeübt.
Siehe auch: Liste der Bürgermeister der Stadt Manaus
Stadtwappen
Die Sonne am oberen Teil des Wappens (Abbildung siehe oben) trägt die Inschrift 21. November 1889, der Tag an dem sich die damalige Provinz Alto Amazonas, zu der Manaus gehörte, dem Ausruf der Republik anschloss.
Die Abbildung oben links zeigt das Zusammentreffen der beiden Flüsse Rio Negro und Amazonas (Rio Solimões), das sogenannte „Encontro das aguas“ sowie zwei kleine Boote, die sich am Zusammenfluss befinden. Des Weiteren soll es auf die Entdeckung des Rio Negro durch Francisco de Orellana hinweisen.
Oben rechts wird die Gründung der Stadt, beziehungsweise des „Forte de São José da Barra do Rio Negro“ dargestellt. In der Mitte des Bildes befinden sich zwei Personen, ein portugiesischer Soldat sowie eine indianische Figur. Diese symbolisieren den Frieden der Portugiesen mit den Indianern, der durch die Hochzeit einer Häuptlingstochter mit dem portugiesischen Kommandanten zustande kam. Links von ihnen sieht man das Fort mit der portugiesischen Flagge, rechts befinden sich Häuser, die die ersten Häuser der Stadt darstellen sollen.
Der große untere Teil bezieht sich auf den Kautschukboom. Im hinteren Teil sieht man den Fluss, im Vordergrund einen Kautschukbaum.

## Bevölkerungsentwicklung
| Jahr | Einwohner | Quelle |
| ---- | --------- | ------ |
| 1787 | 301       | [ 8 ]  |
| 1914 | 50.000    | [ 28 ] |
| 1970 | 300.000   | [ 29 ] |
| 1985 | 800.000   | [ 29 ] |
| 1996 | 1.157.357 | [ 30 ] |
| 2000 | 1.405.835 | [ 31 ] |
| 2004 | 1.592.555 | [ 31 ] |
| 2006 | 1.688.524 | [ 29 ] |
| 2010 | 1.802.014 | [ 32 ] |
| 2021 | 2.255.903 | [ 1 ]  |

Die Bevölkerungszahl von Manaus im Juli 2021 war 2.255.903 Einwohner nach Schätzungen des IBGE. Manaus ist zurzeit, basierend auf Daten von 2010, mit 1.802.014 Einwohnern, davon 51,19 % Frauen und 48,81 % Männern, die siebtgrößte Stadt Brasiliens.
Der Stadtteil „Cidade Nova“ (Neue Stadt) ist mit 500.000 Einwohnern sowohl nach Einwohnerzahl als auch nach Fläche der größte Stadtteil. Er wurde von Gouverneur José Lindoso gegründet, um Wohnraum für die Menschen zu schaffen, die auf der Suche nach Arbeit in der Zona Franca aus ganz Brasilien kamen. Das Projekt Cidade Nova war zunächst auf 1800 Häuser ausgelegt, wurde aber sehr schnell erweitert.
Die Einwohnerzahl nahm in den letzten 50 Jahren rasant zu. Dies lag zum einen an der raschen industriellen Entwicklung, zum anderen jedoch auch an der Geburtenrate von 4,74 Kindern pro Frau.
Waren es im Jahr 1970 noch gerade mal 300.000 Einwohner, so wuchs die Bevölkerung über 800.000 Einwohner 1985 und 1.025.979 im Jahr 1990 auf den heutigen Stand, der 60 % der Bevölkerung des Staates Amazonas ausmacht. Laut dem IBGE sind 58 % der heutigen Einwohner Mischlinge oder Caboclos, also Nachfahren verschiedener ethnischer Gruppen. 34 % sind weiß, 3 % dunkelhäutig und 4 % stammen von den Ureinwohnern ab. Die Asiaten stellen mit 0,1 % eine sehr kleine Minderheit dar.
Die Einwohnerdichte beträgt im bebauten Stadtgebiet 3914 Einwohner pro Quadratkilometer, betrachtet man das gesamte 11.401 Quadratkilometer große Stadtgebiet, kommt man auf einen Wert von 148. Der für eine Großstadt relativ niedrige Wert rührt unter anderem auch daher, dass es nur sehr wenige, kleinere Hochhäuser gibt.
Die Lebenserwartung ist mit 73 Jahren im Vergleich zum Rest Brasiliens relativ hoch, während die Kindersterblichkeitsrate bei Kindern bis fünf Jahren bei 2,27 % liegt. 3,37 % der Einwohner sind Analphabeten.
86,9 % der Haushalte sind an das städtische Stromnetz angeschlossen, 74,61 % an die Abwasserentsorgung, 68,61 % an die Wasserversorgung und 96,54 % an die Müllabfuhr.
Allerdings wird auch Abfall in ungesicherten Halden nördlich der Stadt abgelagert. Eine positive Entwicklung sind hohe Investitionen in die Infrastruktur wie beispielsweise im Jahr 2002 in eine neue Kläranlage für 500.000 Einwohner. Die zuvor betriebene Anlage war nach kurzem Betrieb ausgefallen und für viele Jahre ohne Funktion.

## Religion
Beim Census von 2010 erklärten sich noch 57,32 % als katholisch, 32,27 % als evangelisch. Dabei lag der Anteil an Evangelischen und Evangelikalen um die Hälfte höher als im Landesdurchschnitt. Die Zahl der Katholiken schrumpft landesweit um 1,2 % im Jahr, die der Zahl der Evangelischen und Evangelikalen steigt um 0,8 %. Während angenommen wird, dass brasilienweit die Zahl der Evangelischen die der Katholiken 2032 übersteigen wird, ist das für den Norden des Landes, wo die Evangelischen bei 46 % und die Katholiken bei 45 % liegen, schon seit 2019 Realität. Andere Religionen wie der Islam, afrobrasilianische Religionen (zum Beispiel Candomblé) oder Sekten treten nur vereinzelt auf.

## Wirtschaft und Infrastruktur
Die Stromversorgung erfolgt durch Amazonas Energia S.A., einem Konsortium aus Oliveira Energia und der Atem S.A., die Wasserversorgung der Stadt durch Aguas de Manaus S.A., die zu Aegea Saneamento gehört, nachdem beide Bereiche 2018 privatisiert wurden.
Die Müllabfuhr sowie die Straßenreinigung werden von der Stadtverwaltung durchgeführt. Der Müll wird zwar nicht von den Haushalten getrennt, sondern komplett abgeholt, allerdings gibt es bereits mehrere Unternehmen auf dem Sektor Plastik, Papier und Aluminium, die Recycling betreiben. Zum Teil kaufen diese Unternehmen sogar Abfall auf und sortieren ihn, um ihre Versorgung an Rohstoffen zu garantieren.

### Öffentlicher Nahverkehr

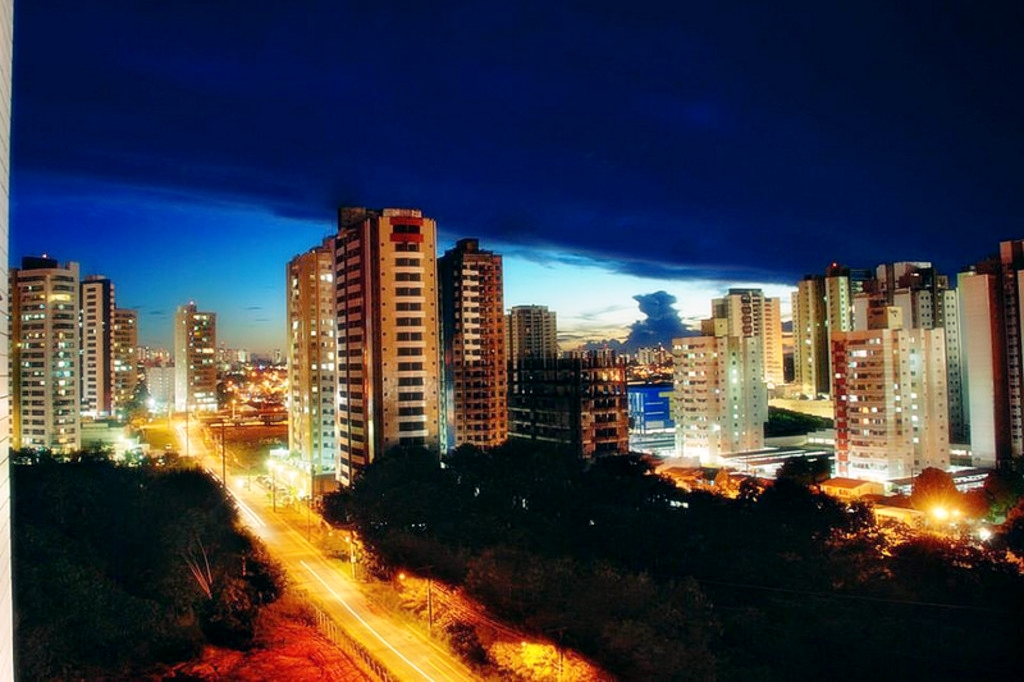
Straßen in Manaus

Es gibt keine S- oder U-Bahnen, der öffentliche Nahverkehr besteht nur aus zahlreichen Buslinien. Derzeit sind solche Bahnlinien auch nicht geplant.
Man steigt in die Busse entweder durch die hintere Tür ein und vorn wieder aus (Bei Gelenkbussen). Bei zweiachsigen Bussen steigt man durch die vordere Tür ein und hinten wieder aus. Zwischen den beiden Türen befindet sich ein Drehkreuz, an dem ein Kassierer sitzt. Er kassiert den Fahrpreis, der je Fahrt, unabhängig von der zurückgelegten Wegstrecke, gleich hoch ist. Heute gibt es auch ein elektronisches Zahlsystem mit einer NFC-Prepaid-Karte, das aufgrund der hohen Zahl der Überfälle auf Omnibusse das Bargeld ablösen soll.
Innerhalb der Stadt gibt es sechs sogenannte Terminals, innerhalb derer man kostenlos umsteigen kann. Bei einem Terminal handelt es sich um eine Art eingezäunten Busbahnhof, den Busse vieler verschiedener Linien anfahren.
Die Busse sind vor allem in den Stoßzeiten stets ausgelastet.
Einige Unternehmen zahlen an ihre Belegschaft einen Beitrag für die Busfahrt von und zur Arbeit elektronisch auf die Prepaid-Karte ein. Andere, zumeist größere, Unternehmen bieten anstatt der Fahrkosten auch einen eigenen Busservice an, der die Arbeitnehmer morgens von zu Hause abholt und abends wieder nach Hause bringt.
Von 1899 bis 1957 existierte die Straßenbahn Manaus. Sie war die erste Straßenbahn in Brasilien und galt als sehr günstig.

### Schienen- und Straßenfernverkehr
Außer den Straßen zu den kleineren umliegenden Städten ist Manaus mit dem Straßennetz Brasiliens verbunden durch die BR-174 (nach Boa Vista, die Hauptstadt des Nachbarstaates Roraima; sie führt als einzige Überlandverbindung von Brasilien nach Venezuela), die BR-319 beginnt (oder endet) hier und führt nach Porto Velho. Zwei Bundesstraßen verlaufen entweder nach Osten (AM 010 nach Itacoatiara) oder nach Westen (AM 070 nach Manacapuru).
Ansonsten ist Manaus nur per Schiff oder Flugzeug erreichbar. Regelmäßige Schiffsverbindungen den Amazonas entlang gibt es zum Beispiel in die Städte Parintins, Santarém und Belém.
Ein Bau von weiteren Straßen ist derzeit nicht geplant. Eine Ausnahme bildet die Transamazônica, die sogar teilweise schon fertiggestellt wurde, aber in der Umgebung von Manaus vom Urwald wieder überwuchert wurde. Auf den Bau weiterer Straßen wurde bisher aus mehreren Gründen verzichtet: Zum einen leisten Umweltschützer und IBAMA heftigen Widerstand, da für den Straßenbau eine Abholzung von großen Regenwaldflächen nötig wäre. Weiterhin sind die natürlichen Umstände sehr widrig, da die Flüsse in der Region sehr breit sind und in der Regenzeit weite Teile des Urwalds überschwemmen. Außerdem ist Manaus durch seine Abgeschnittenheit vom Rest Brasiliens eine relativ sichere Stadt und möchte diesen Status durch den Anschluss an das Straßennetz nicht aufgeben. Letztendlich sind die Entfernungen zu den nächsten Großstädten sehr groß, so dass sich ein Ausbau der Schifffahrt und des Flughafens eher anbietet. Aus denselben Gründen gibt es auch keine Eisenbahnlinie. In der Region gibt es nur die Madeira-Mamoré-Eisenbahn, die allerdings keine Anbindung an Manaus hat.
Im Jahr 2008 wurde mit dem Bau einer ca. 3,5 km langen Brücke über den Rio Negro begonnen, um die bestehende Fährverbindung nach Manacapuru und Iranduba abzulösen. Die Ponte Rio Negro wurde am 24. Oktober 2011 feierlich eingeweiht. Neben der Brücke wurden auf beiden Seiten des Flusses auch rund 7,4 Kilometer neue Zufahrtsstraßen geschaffen.

### Hafen

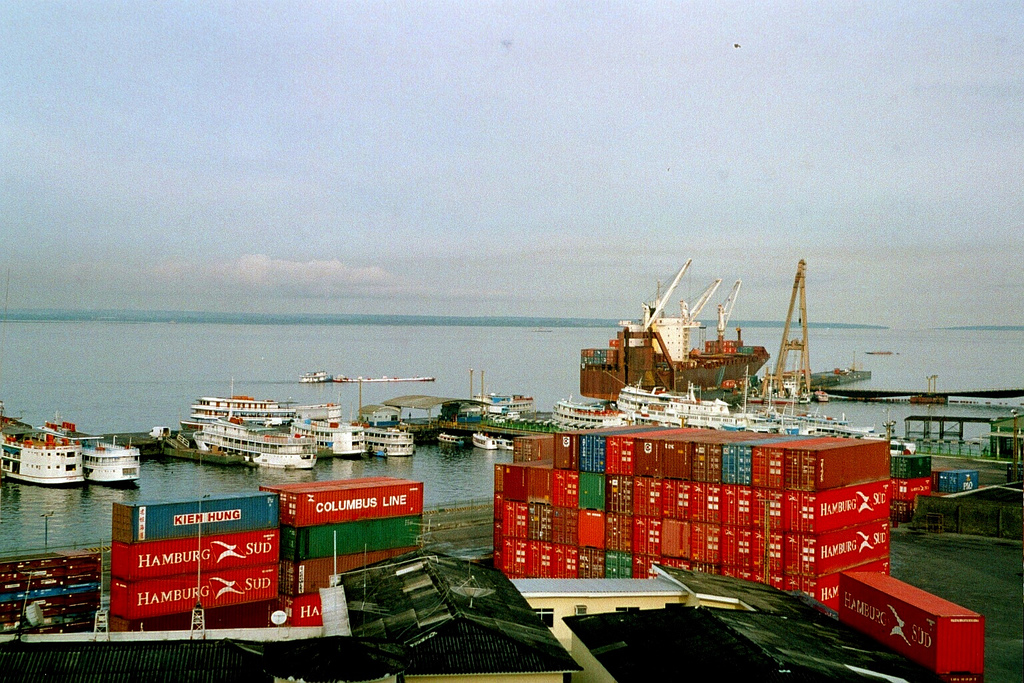
Hafen mit Rio Negro im Hintergrund

Die Kais und Docks des Hafens sind schwimmende Docks, da der Wasserstand zwischen Regen- und Trockenzeit zum Teil um bis zu vierzehn Meter schwankt. Sie sind 300 Meter lang und wurden zwischen 1900 und 1902 von englischen Ingenieuren von B. Rymkiewicz & Comp. erbaut. Heute stehen sie unter Denkmalschutz. Nach der Eröffnung des Hafens entwickelte er sich sehr schnell zum Zentrum der Stadt, wo sich Cafés, Bars, Restaurants, Modeboutiquen und englische Importunternehmen niederließen. Auch heute noch ist der Hafen das Zentrum der Stadt, in dessen Nähe sich viele Einkaufsmöglichkeiten befinden.

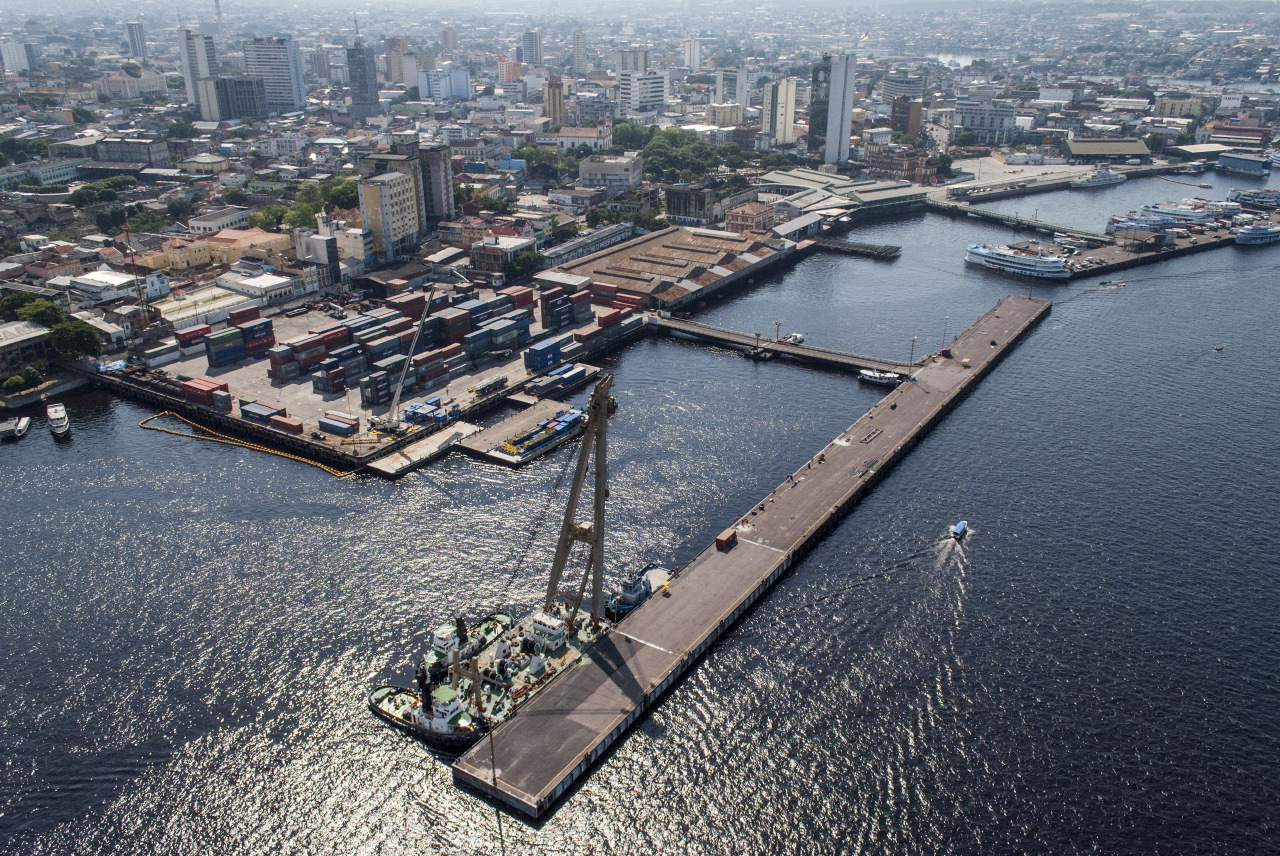
Blick auf den Hafen von Manaus

Der Hafen ist der bedeutendste Umschlagplatz für Waren in der Amazonasregion, da es nur wenige Straßen und keine Eisenbahnlinie gibt. In den typischen mehrstöckigen Amazonasbooten werden sowohl Waren als auch Passagiere befördert. In Kooperation mit Ecuador wird an einer Alternative zum Panamakanal gearbeitet. Über die multimodale Achse Manta-Manaus sollen Güter von der Pazifikküste über die Anden auf dem Landweg und entlang des Amazonas 30 Tage früher ankommen.

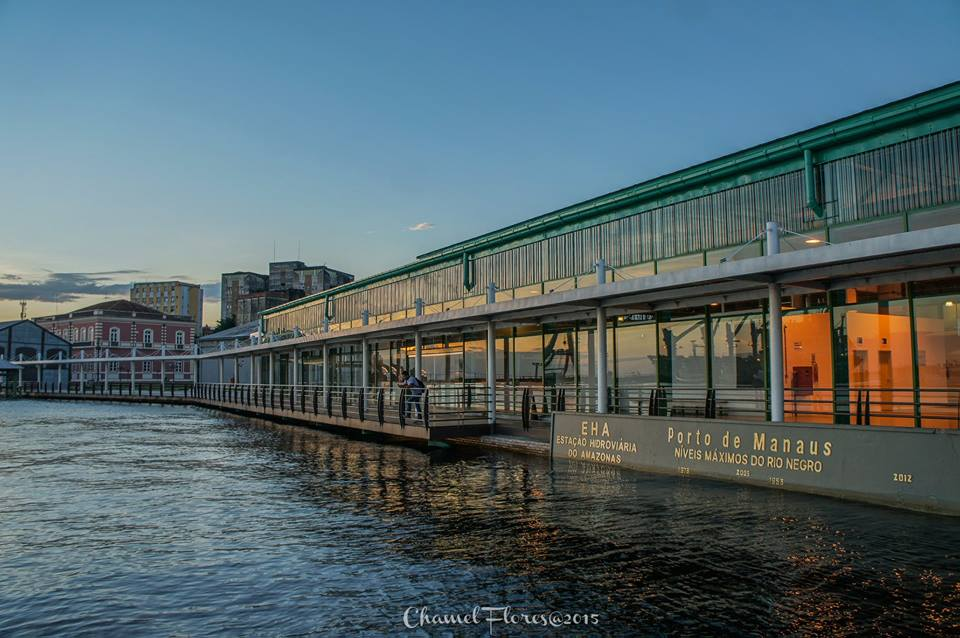
Hafen von Manaus

Anfang der 1960er Jahre wurde der Hafen für den Containerverkehr erweitert, denn aufgrund der Breite und Tiefe des Flusses können Hochseeschiffe problemlos bis Manaus fahren. Seitdem gibt es, neben den zum Teil recht improvisiert wirkenden Anlegestellen der Amazonasboote, einen gut ausgebauten Hochseehafen, der von Kreuzfahrtschiffen und Container-Frachtern angelaufen wird. Der schwimmende Hafenanleger gilt als Meisterleistung der Ingenieurskunst, da er einen ganzjährigen Betrieb erlaubt.

### Manaus Internationaler Flughafen

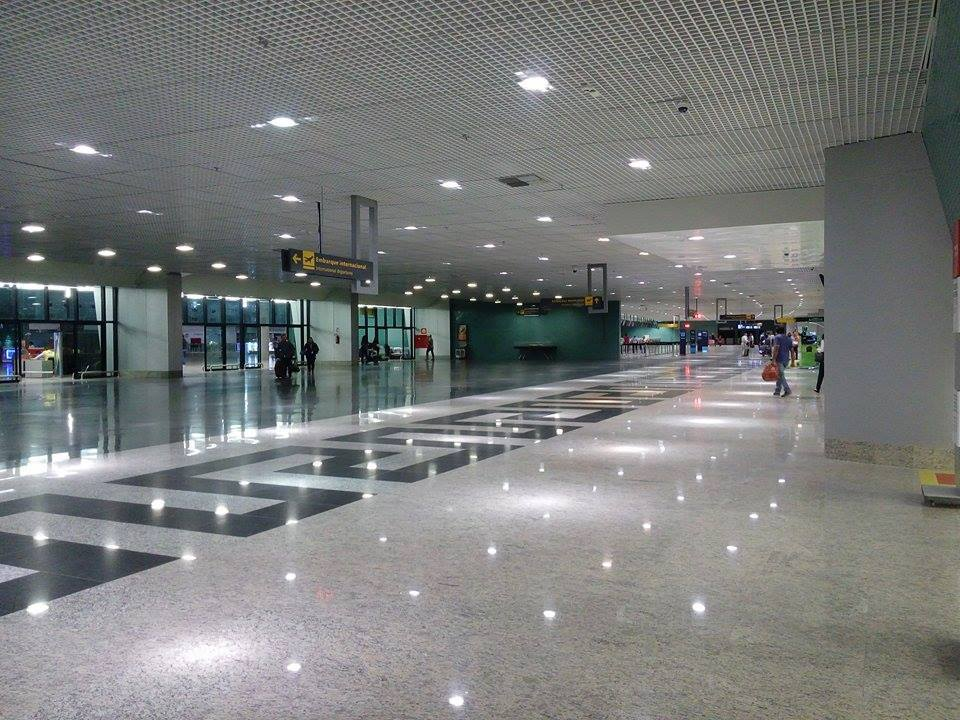
Eingangsbereich des Flughafens, renoviert im Jahr 2014.

Der Internationale Flughafen Manaus „Eduardo Gomes“ wurde am 31. März 1976 eröffnet und liegt vierzehn Kilometer vom Zentrum der Stadt entfernt. Er hat eine 2700 Meter lange und 45 Meter breite Piste, zwei Fracht-Terminals, die in den Jahren 1976 beziehungsweise 1980 eingeweiht wurden, sowie zwei Passagier-Terminals mit vier Ankunfts- sowie acht Abflugsälen, sieben Hangars und sechs Andockstellen für Flugzeuge, davon fünf feste und einen beweglichen Finger.
Das jährliche Passagieraufkommen beträgt ungefähr 1,8 Millionen Menschen, damit nimmt er den fünften Rang unter den meistfrequentierten Flughäfen Brasiliens ein. Betrachtet man das Frachtaufkommen, das 33.785 Tonnen pro Jahr beträgt, ist der Flughafen sogar derjenige mit dem zweitgrößten in Brasilien.

### Bildung
Manaus beherbergt zahlreiche Bildungsinstitutionen, sowohl staatlicher als auch privater Natur. Die bekannteste Oberschule des Sekundarschulbereichs ist die Fundaçao Nokia, die mitten im Industriegebiet liegt. Die bekannteste und größte Universität ist die staatliche Universidade Federal do Amazonas (UFAM).

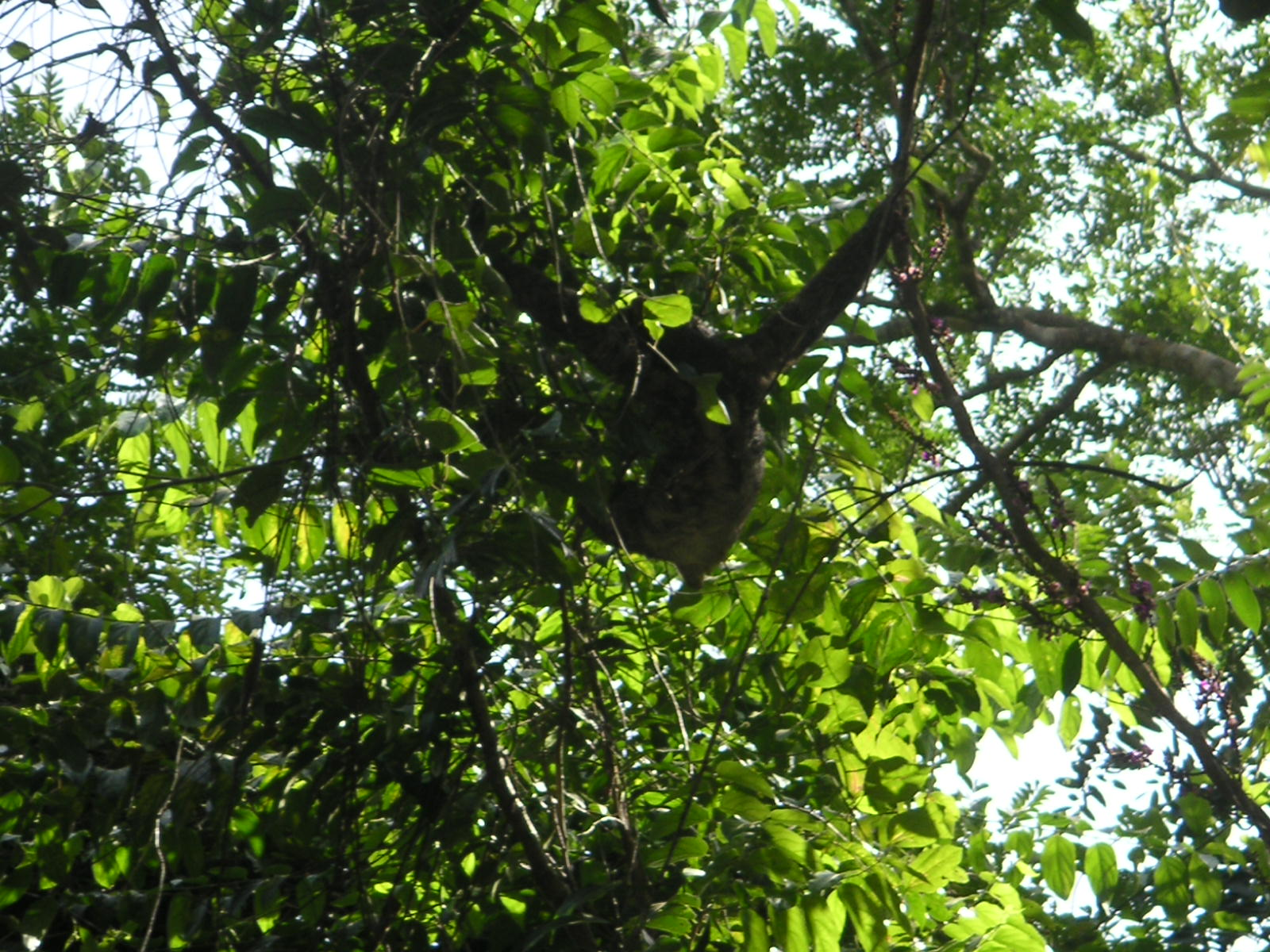
Ein Faultier im Campus der Universität UFAM

Die Universidade Federal do Amazonas bietet sowohl technische Studiengänge wie etwa Elektrotechnik oder Informatik als auch Medizin, Jura, Biologie und viele Fächer auf Lehramt an. Sie wurde am 17. Januar 1909 unter dem Namen Escola Universitária Livre de Manáos gegründet. Damit war sie die erste Universität Brasiliens. Am 13. Juli 1913 wurde sie in Universidade de Manaós, also Universität von Manaós, umbenannt. Am 13. März 1964 wurde sie schließlich an einer neuen Örtlichkeit innerhalb der Stadt, durch den Zusammenschluss einiger Institute, darunter auch das Institut für Recht der alten Universität, per Gesetz neu gegründet. Am 17. Januar 1965 nahm die neue Universität unter dem neuen Namen „Universidade do Amazonas“ ihren Betrieb auf. Erst im Jahre 2002 erhielt sie ihren heutigen Namen. Die Universidade Federal do Amazonas liegt mitten in einem Urwaldgebiet und hat, wie viele Universitäten in Brasilien, die während der Militärdiktatur gebaut wurden, nur einen Ein- und Ausgang. Diese Bauweise machte es für das Militär einfach, im Falle einer Studentenrevolte die Studenten von der Außenwelt abzuschotten. Wegen der Lage mitten im Dschungel wird der Campus nachts und am frühen Morgen von Affen, Faultieren und wild lebenden Hunden beherrscht. Auch während des Tages kann man die Urwaldbewohner beobachten.

### Wirtschaft und Zona Franca

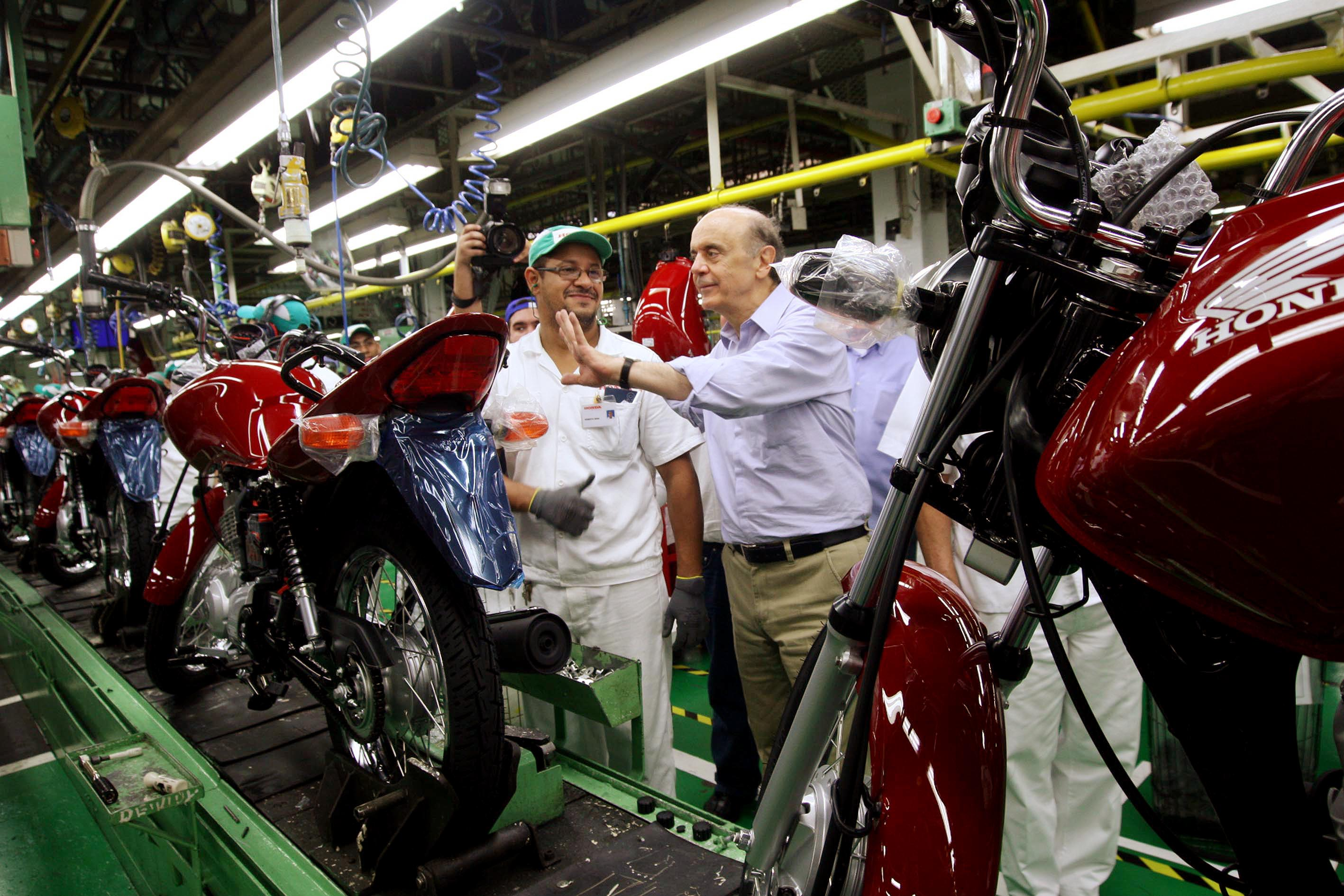
José Serra besucht eine Montagelinie von Honda im Polo Industrial de Manaus.

Nach dem Ende des Kautschukbooms lag die Wirtschaft in Manaus am Boden. Deshalb wurde 1957 die Freihandelszone (Zona Franca de Manaus) geschaffen, in der den Unternehmen als Ausgleich für die ungünstige Verkehrslage Steuer- und Zollvergünstigungen gewährt werden. Aufgrund dieser Vergünstigungen ließen sich mehr als 450 Unternehmen in der Stadt nieder und schufen so ungefähr 120.000 direkte und weitere 350.000 indirekte Arbeitsplätze. Außerdem kann man in der Stadtmitte, in der eigentlichen „Zona Franca“, zoll- und steuerfrei einkaufen.
In den in Manaus ansässigen Unternehmen werden nun vor allem chemische und technische Produkte wie Motorräder (BMW, Denso, Honda, Visteon und Yamaha), Fahrräder, Fernseher und Computermonitore (Fujitsu, LG, Panasonic, Philips, Sanyo, Sharp und Thomson), Handys (Nokia, Samsung, Sagem), DVDs mit Zubehör (Seiko und Sony) und Klimaanlagen im Wert von ungefähr neunzehn Milliarden US-Dollar pro Jahr hergestellt und zum Teil auch entwickelt.
Weitere in Manaus ansässige Unternehmen sind Gillette, Kodak, Minolta, Pepsi, Sony Music und Xerox, außerdem das größte einheimische Unternehmen, Quartz Elétron Indústria e Comércio S/A. Das Industriegebiet, in dem die meisten dieser Unternehmen ansässig sind, heißt „Distrito Industrial Castelo Branco“ und liegt im Südwesten der Stadt.
Sie ist heute aufgrund der großen Wirtschaftskraft und des Tourismus nach São Paulo, Rio de Janeiro und Brasília die viertreichste Stadt Brasiliens. Allerdings hat sich die große, kaum kontrollierbare Freihandelszone nach dem Rückzug der kolumbianischen FARC aus der Drogenanbauregion zu einem neuen Zentrum des Handels mit Kokain entwickelt, das über die vielen Nebenflüsse des Amazonas nach Manaus, von hier in die Häfen Nordostbrasiliens und von dort nach Europa verschifft wird.

### Einkaufszentren

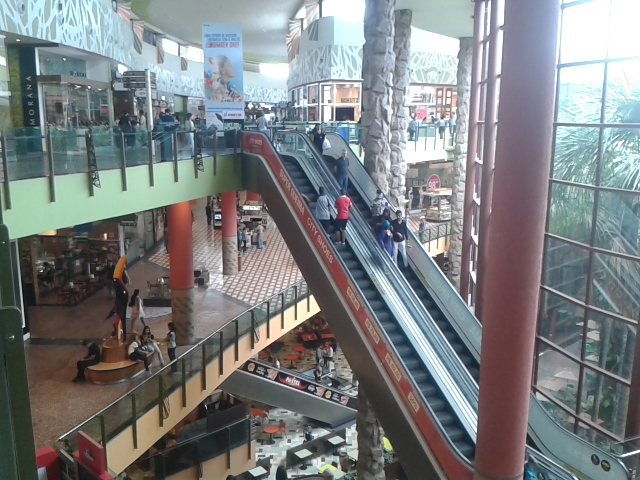
Das Manauara Shopping

Neben den zahlreichen Geschäften und Läden in der Innenstadt rund um das Teatro Amazonas und den noch zahlreicheren Straßenständen in der ganzen Stadt gibt es einige große Einkaufszentren.
Das Amazonas Shopping ist mit 86.800 Quadratmeter Fläche das größte Einkaufszentrum des Staates Amazonas. Es wurde am 7. November 1991 eröffnet und liegt nördlich des Zentrums in der Nähe des Sambódromos an der Kreuzung der Straßen Avenida Darcy Vargas und Avenida Djalma Batista. Neben Ladengeschäften, Schnellimbissrestaurants und Banken beherbergt es auch noch ein Kino mit sechs Sälen.
Studio 5 liegt am dem Zentrum zugewandten Ende des Industriebezirks und beherbergt ähnlich wie das Amazonas Shopping mehrere Geschäfte, Schnellimbissrestaurants und ein Kino mit mehreren Sälen. Auf dem Gelände von Studio 5 befindet sich außerdem das Restaurant Felice, das frisch nach deutscher Art gebrautes Bier anbietet.
Shopping Cecomiz ist ein sehr kleines in zwei Baracken untergebrachtes Einkaufszentrum ganz in der Nähe von Studio 5. Außer diesen gibt es weitere Einkaufszentren, die größten davon sind Manauara Shopping, Ponta Negra Shopping und Samaúma Park Shopping.

## Kultur und Sehenswürdigkeiten

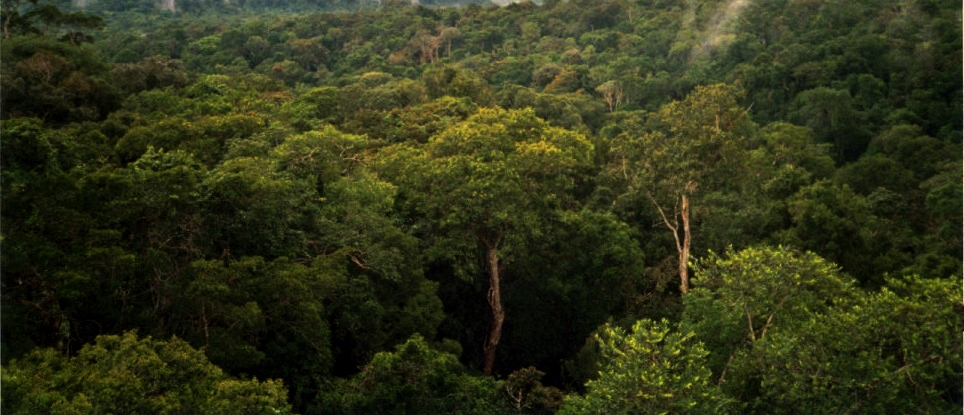
Urwald bei Manaus

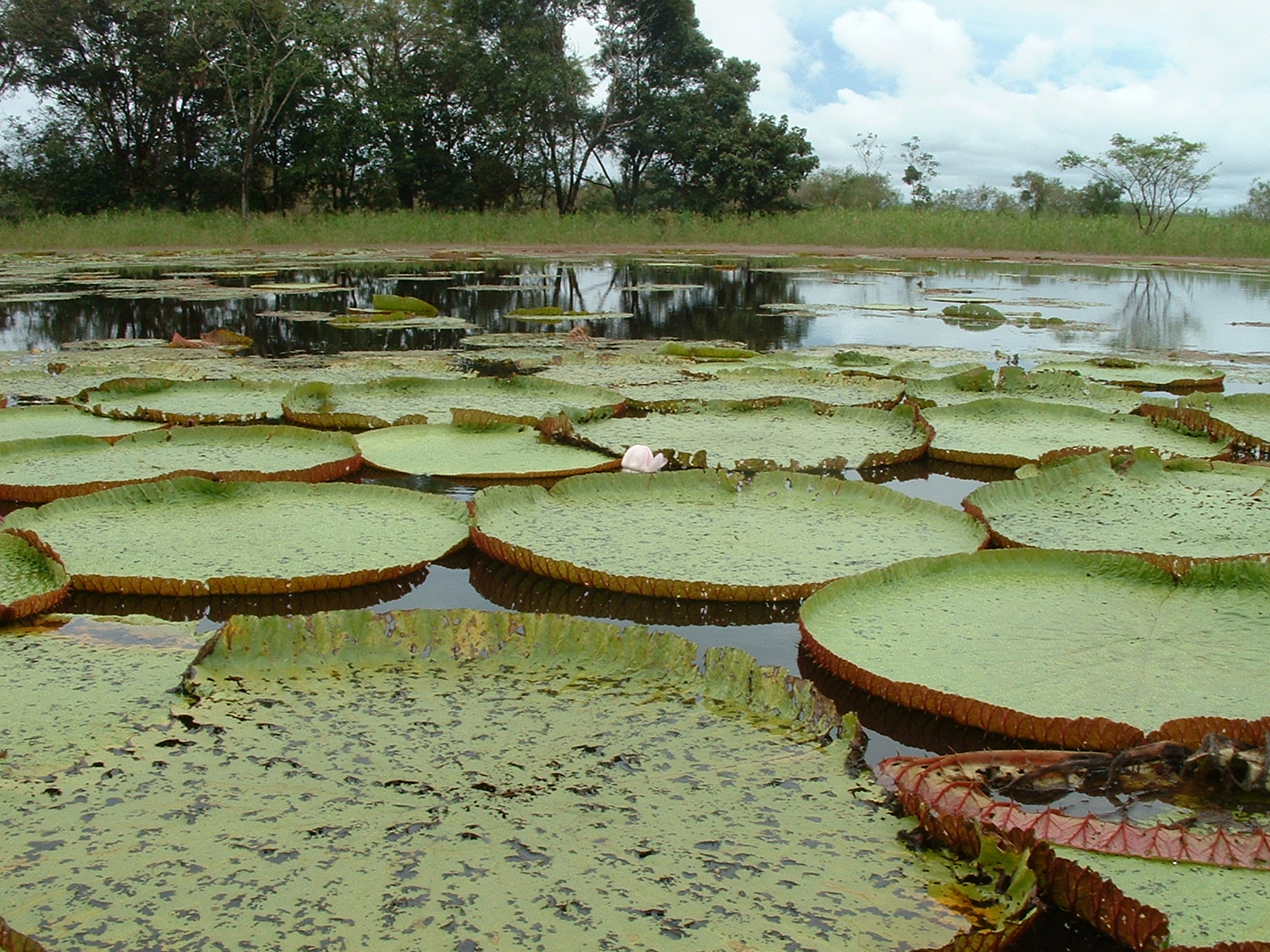
Die berühmten riesigen Seerosen Victoria amazonica auf der Manaus gegenüberliegenden Flussseite

Haupttourismusattraktion ist der die Stadt umgebende Urwald, der als Region mit der größten Biodiversität (Artenvielfalt) der Welt gilt. Nach Schätzungen sollen zwischen fünf und zehn Millionen Arten in der Region um Manaus leben. Die Tourismusbranche hat sich diesen Fakt zunutze gemacht und bietet zahlreiche Ausflüge in den Urwald oder Übernachtungen in Dschungelhotels an.

### Museen
Das Museu do Homem do Norte (Museum des Nordmannes) zeigt Ausstellungsstücke aus dem Leben der Menschen des Nordens Brasiliens, wie kleine Hütten, Boote, Waffen und Werkzeuge, die die im Dschungel lebenden Menschen noch bis heute verwenden.
Das Museu do Índio stellt ähnliche Exponate aus, mit dem Unterschied, dass hier der Schwerpunkt auf dem Leben der Indianer liegt. Es zeigt mehr als 3.000 Ausstellungsstücke wie Keramiken, Jagdwaffen und Musikinstrumente indianischer Völker, die am Oberlauf des Rio Negros beheimatet sind oder waren.

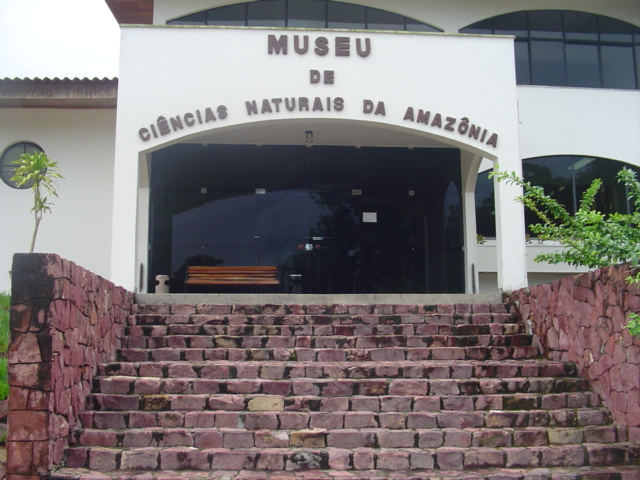
Eingang des Museu de Ciências Naturais da Amazônia

Das Museu de Ciências Naturais da Amazônia ist deutlich größer als die beiden oben genannten Museen. Es handelt sich um ein Naturkundemuseum, in dem vor allem die Tierwelt des Dschungels und des Amazonas vorgestellt wird. Der Schwerpunkt liegt hierbei auf Insekten und Fischen. Die große Zahl von Exponaten lässt die Artenvielfalt des Amazonasgebietes erahnen. Das Prunkstück der Sammlung ist ein zwei Meter langer, lebender Arapaima. Das Museum liegt im asiatischen Viertel von Manaus relativ weit vom Zentrum der Stadt entfernt. Es wurde von einem japanischen Schmetterlingsspezialisten auf eigene Kosten errichtet. Es soll dauerhaft geschlossen sein.

### Bauwerke

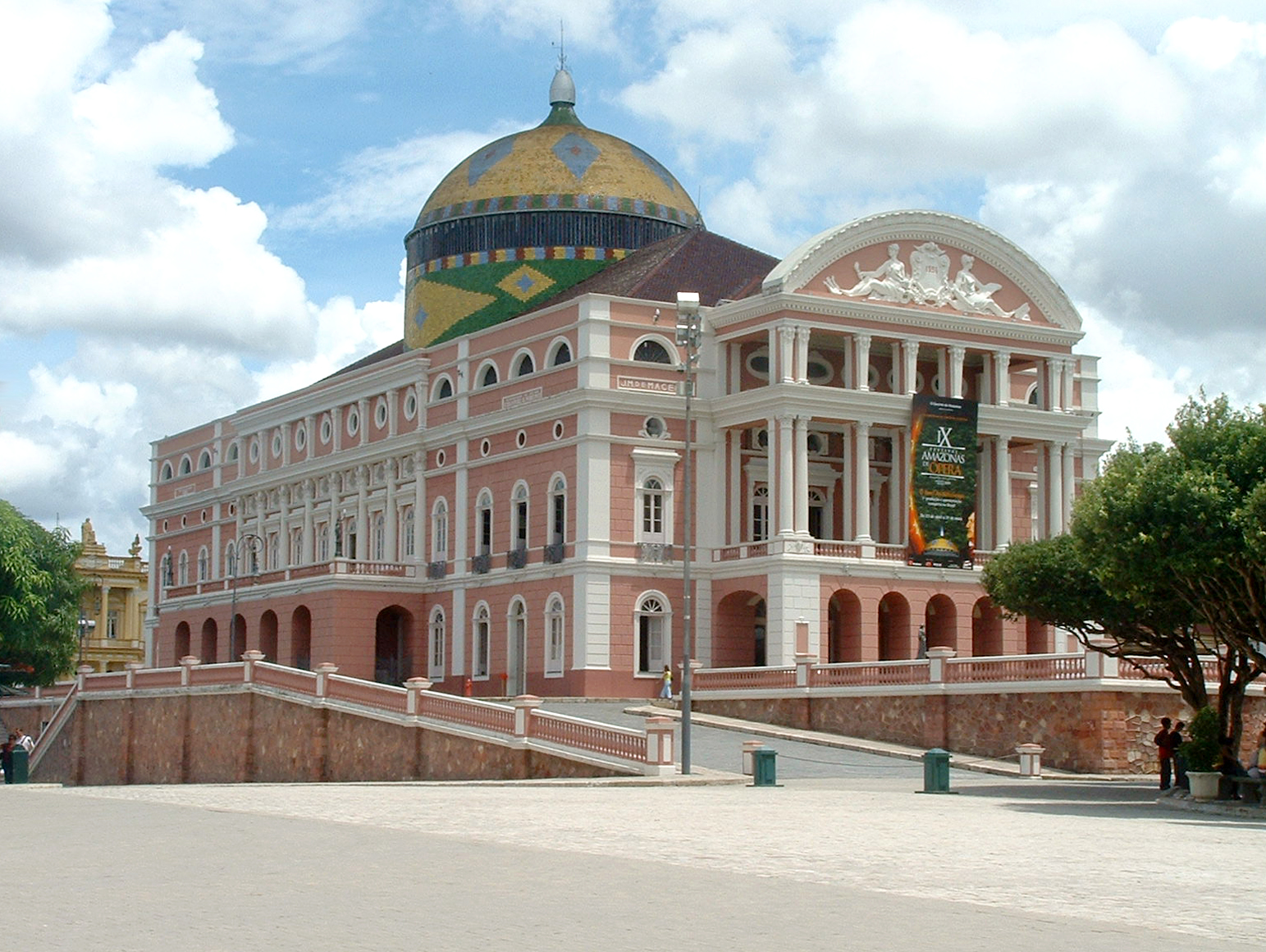
Das Teatro Amazonas

Das Teatro Amazonas ist ein Opernhaus im Stil der italienischen Renaissance, in dem 685 Zuschauer Platz finden. Es befindet sich im historischen Stadtkern nahe dem Hafen und ist heute das Wahrzeichen der Stadt. Der Baubeginn war 1884, die Einweihung fand 1896 statt.

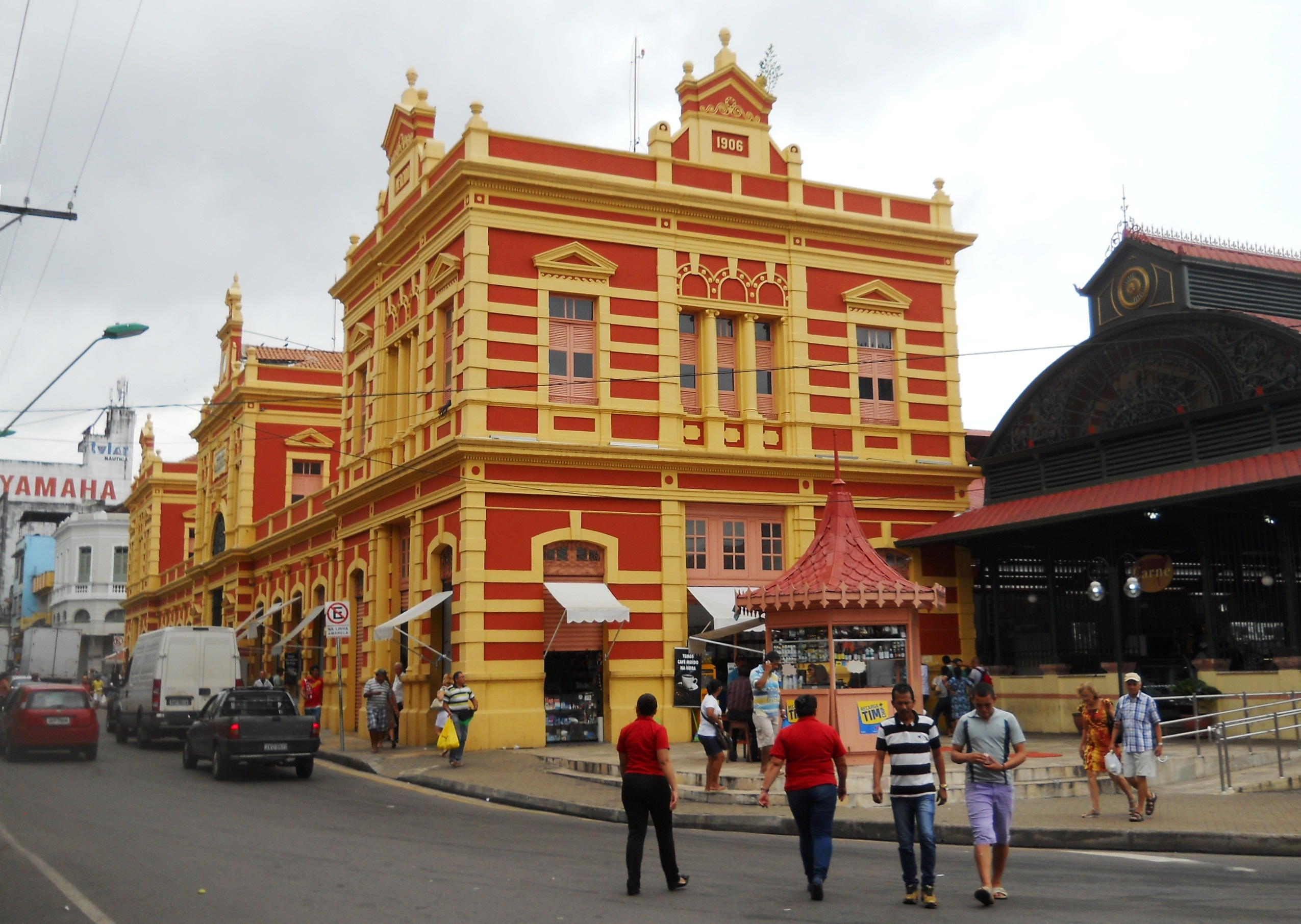
Mercado Municipal Adolpho Lisboa

In der Markthalle am Hafen (Mercado Municipal Adolpho Lisboa) findet bis heute der Markt statt. Zu kaufen gibt es neben Lebensmitteln wie Fleisch, Fisch und exotischen Früchten auch Souvenirs wie T-Shirts oder Handarbeiten. Die Markthalle wurde nach dem Vorbild der Pariser Markthallen gebaut und am 15. Juli 1883 eröffnet. Die Pläne für ihre Eisengerüste stammen von Gustave Eiffel. Sie wurde vom Unternehmen Francis Morton aus Liverpool importiert und in Manaus zusammengebaut.

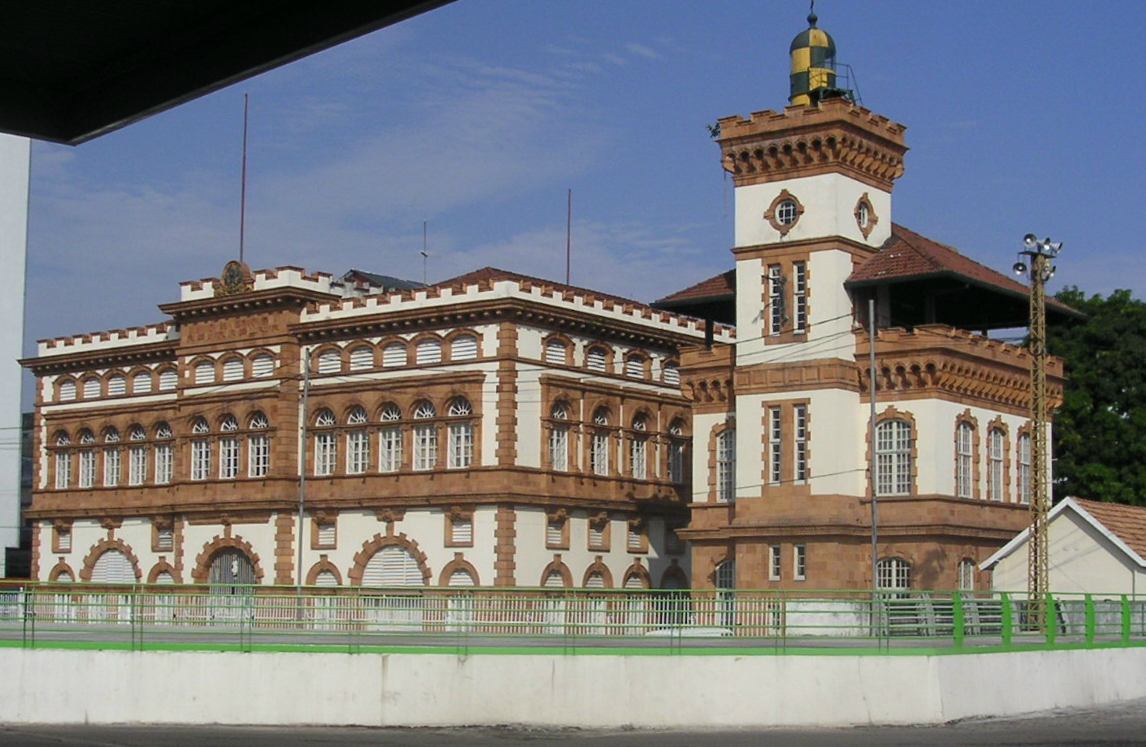
Alfândega – das Zollhaus von Manaus

Die Alfândega ist das frühere Zollhaus am Hafen, das heute unter Denkmalschutz steht. Es wurde im Jahr 1906 von englischen Ingenieuren in vorgefertigten Blöcken aus England eingeführt und zusammengebaut.

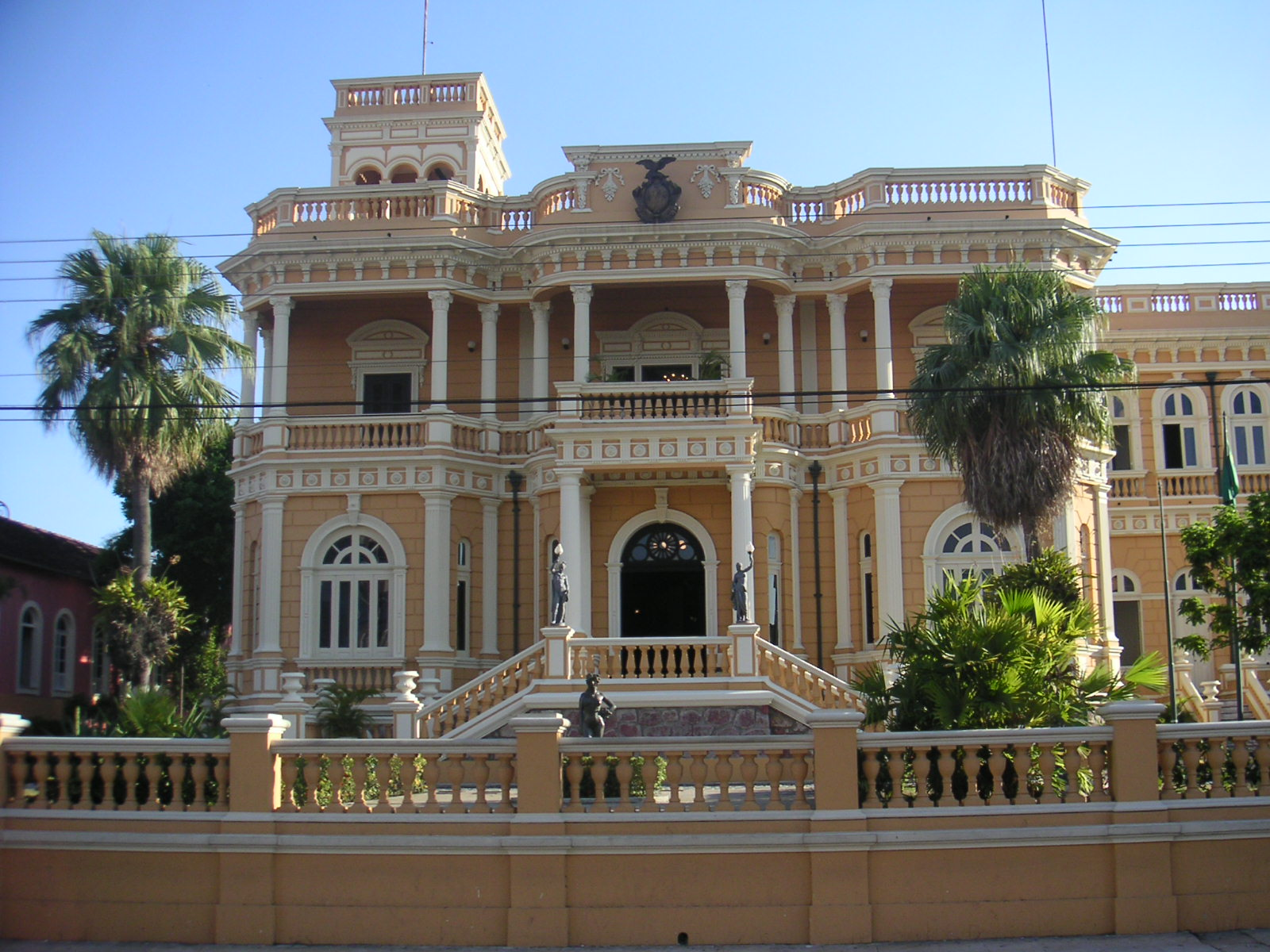
Palácio Rio Negro

Der Palácio Rio Negro wurde 1910 vom deutschen Kautschukhändler Waldemar Scholz als Wohnsitz erbaut und war deshalb auch unter dem Namen „Palacete Scholz“ bekannt. Scholz war durch den Handel mit Kautschuk reich und einer der einflussreichsten Männer der Stadt geworden. Mit Ende des Kautschukbooms und durch den Ersten Weltkrieg, der die Verbindungen Scholz’ nach Deutschland zum Erliegen brachte, bekam er finanzielle Schwierigkeiten. Deshalb belastete er seinen Palacio mit einer Hypothek und ging zurück nach Europa. Aufgrund der Hypothek ging der Palacio in den Besitz von Luiz da Silva Gomes über, der ihn im Jahre 1918 dem Staat Amazonas verkaufte. Ab dieser Zeit diente der Palacio bis einschließlich ins Jahr 1995 als Regierungssitz. Seit 1996 ist das gut erhaltene Gebäude ein Kulturzentrum (Centro Cultural Palácio Rio Negro) und Museum, das mit englisch- oder portugiesischsprachigen Führungen besichtigt werden kann. Im Jahr 2003 begann der Gouverneur des Staates Amazonas Treffen mit wichtigen Persönlichkeiten wie Regierungschefs anderer Bundesstaaten im Palacio abzuhalten.

Palácio da Justiça

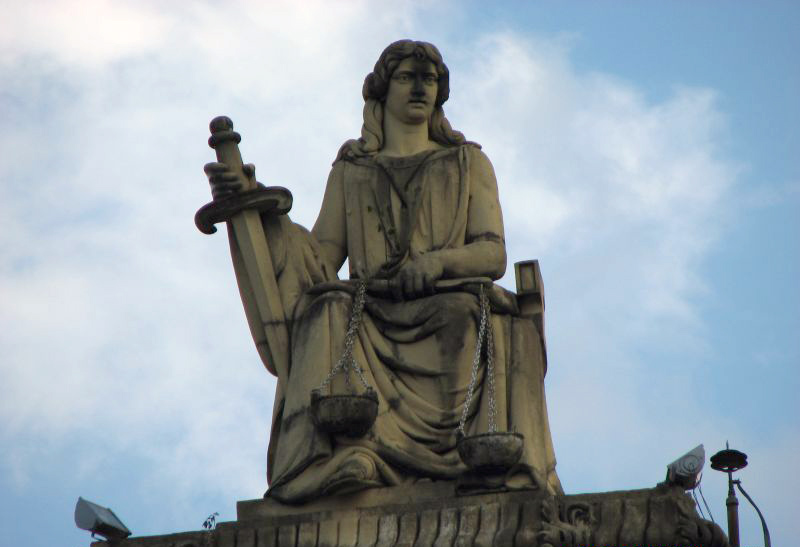
Die Figur der Justitia auf dem Dach

Der Palácio da Justiça (Justizpalast) ist das frühere Gerichtsgebäude der Stadt, das genau gegenüber vom Teatro Amazonas liegt. Heute dient das Gebäude nur noch als Touristenattraktion. Im Palast selbst kann man sich die Räumlichkeiten, unter anderem auch die früheren Gerichtsräume, ansehen und von Zeit zu Zeit finden auch gespielte Gerichtsverhandlungen statt. Am 18. April 1894 unterzeichnete der Gouverneur Eduardo Ribeiro den Vertrag zum Bau des zweistöckigen Palacio mit mehr als 5.000 Quadratmeter Fläche mit dem Unternehmen Moers & Moreton. Im Jahr 1900 wurde das Gebäude vom neuen Gouverneur José Cardoso Ramalho Júnior eröffnet. Eine Besonderheit des Justizpalasts ist die Figur der Justitia auf dem Dach, da sie nicht, wie normalerweise üblich, eine Augenbinde trägt.

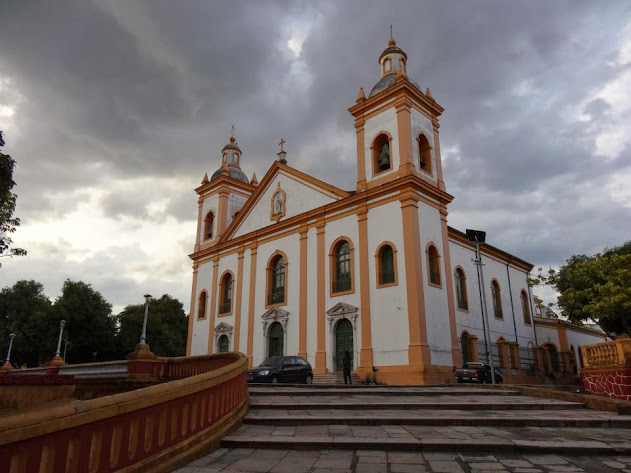
Kathedrale von Manaus

Die Kathedrale Cathedral De Nossa Senhora Da Conceição wurde im Jahr 1877 fertiggestellt. Baubeginn war 1858, acht Jahre nachdem die alte primitive Kirche aus dem Jahr 1695 zerstört worden war. Sie steht in Hafennähe bei der Alfândega.

### Parks

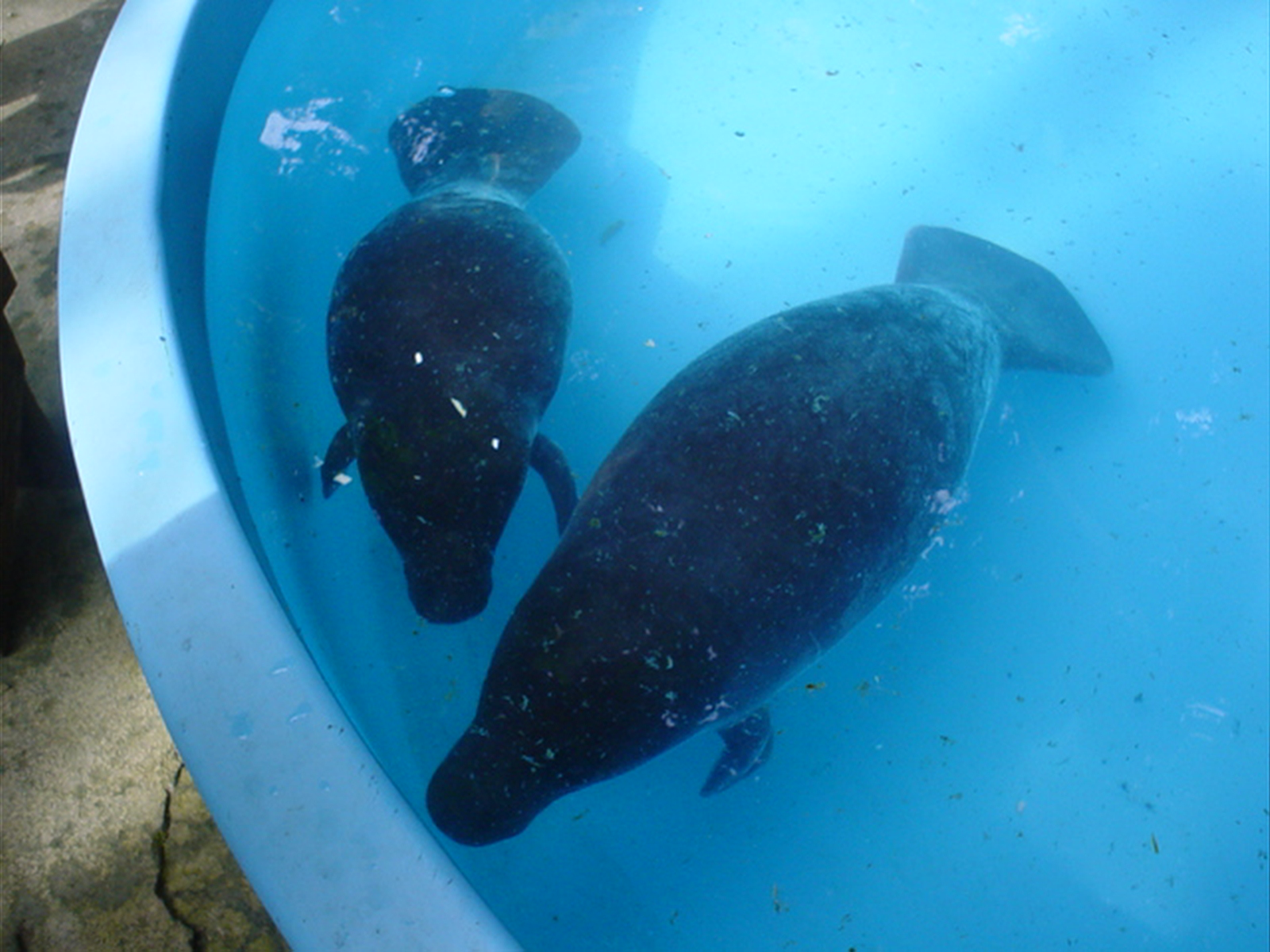
Rundschwanzseekuh mit Jungem im Bosque da Ciência

Der Bosque da Ciência (Wald der Wissenschaft) ist ein 130.000 Quadratmeter großer Lehrwald mitten im Ort. Er ist dem INPA (Instituto Nacional de Pesquisas da Amazônia) angeschlossen, das unter anderem mit der Max-Planck-Gesellschaft zusammenarbeitet. Im Wald selbst kann man verschiedene Tierarten (wie zum Beispiel Rundschwanzseekühe, verschiedene Affen und Alligatoren), die zum Teil frei im Wald, zum Teil zooähnlich in Gehegen gehalten werden, beobachten. Außerdem befindet sich das Haus der Forschung (Casa da Ciência), das die Forschung des INPA zeigt, im Wald.

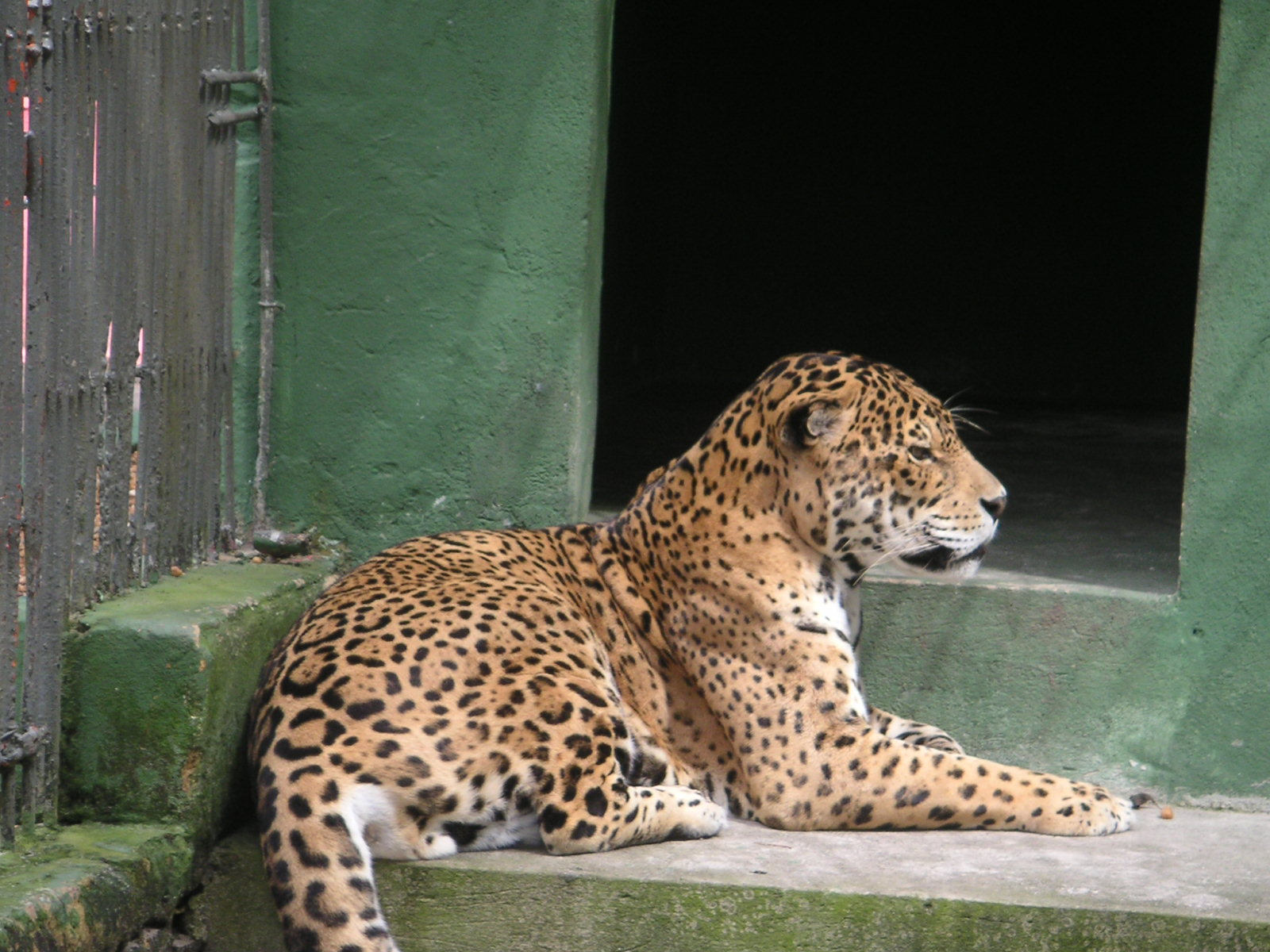
Jaguar im Zoo von Manaus

Der relativ kleine Zoo (CIGS – Centro Integrado de Guerra na Selva) konzentriert sich vor allem auf die Tierwelt des umliegenden Dschungels. So gehören beispielsweise Affen, Jaguare und Schlangen zu den Bewohnern.
Der Mindú-Park (Parque do Mindú), auch „Parque Dez“ genannt, ist ein 330.000 Quadratmeter großes nur sechs Kilometer nordöstlich vom Zentrum gelegenes Waldgebiet. Viele Einheimische und Touristen nutzen ihn für Spaziergänge, zum Besuch in dem hier befindlichen Orchideenhaus oder zum Beobachten von Schmetterlingen, Primaten oder vielen Insektenarten. Am Wochenende finden hier zahlreiche Veranstaltungen wie zum Beispiel Theatervorstellungen statt. Sonntags werden regionale Kaffeespezialitäten vor allem an Touristen verkauft.

### Natur

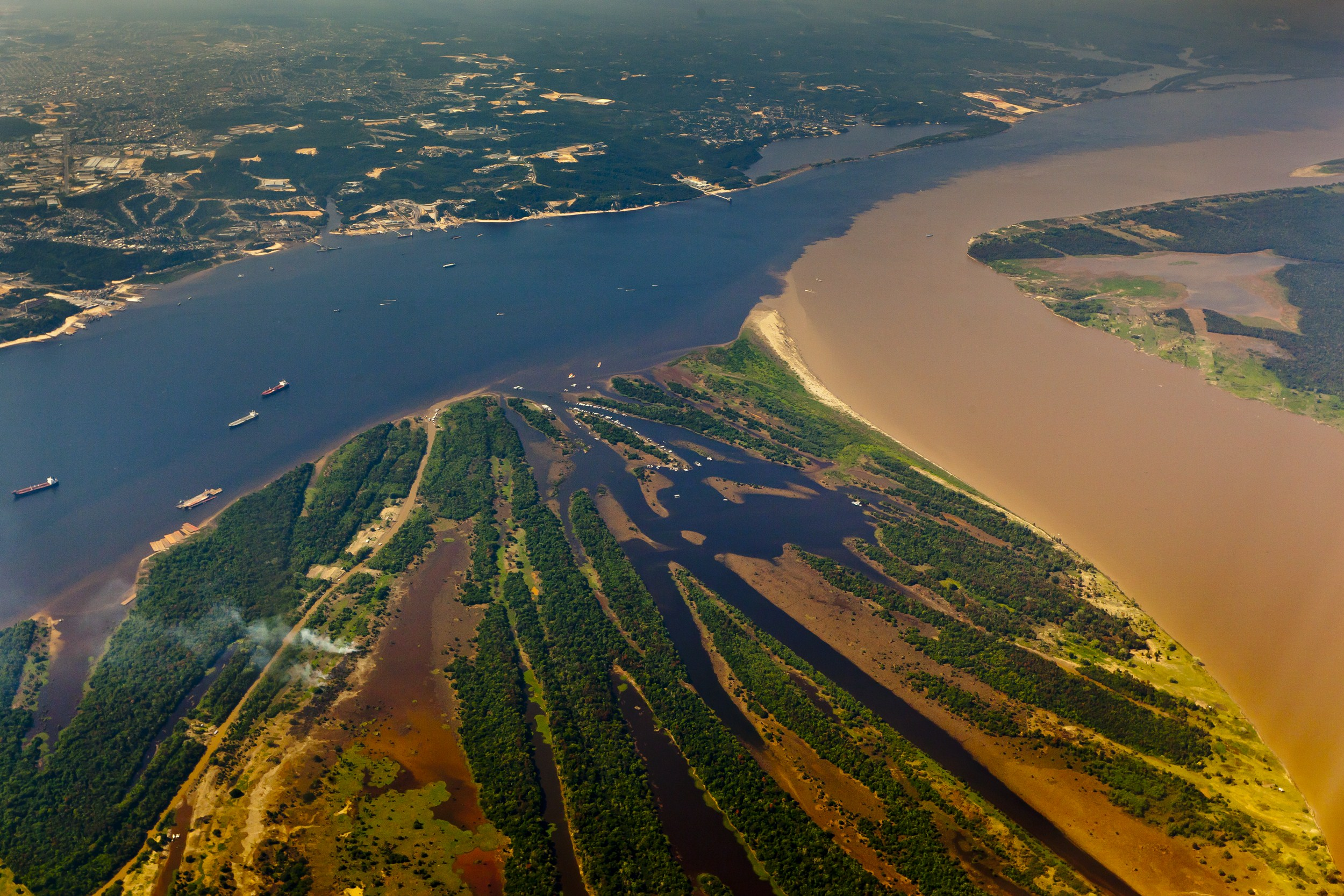
Der Zusammenfluss von Rio Solimões und dem Rio Negro

Das Encontro das Aguas (Treffen der Wasser) bezeichnet den Zusammenfluss von Rio Solimões, wie der Amazonas bis hierher genannt wird, und dem Rio Negro. Das Besondere daran ist, dass beide sehr unterschiedliche Farben haben. Das Wasser des Rio Solimões ist bräunlich-gelblich, das des Rio Negro schwarz; letzteres wird durch den hohen Gehalt an Huminsäuren und Fulvosäuren, die vom Regen in seinem 720.114 Quadratkilometer großen Einzugsgebiets aus den bereits stark ausgelaugten, sandigen Böden der Terra Firme gewaschen worden sind, hervorgerufen. Die Flüsse fließen elf Kilometer im selben Flussbett nebeneinanderher, bevor sich ihre Wasser vermischen und der Fluss wieder eine einheitliche Farbe aufweist. Die farbliche Grenzen der beiden Flüsse (Weiß- und Schwarzwasserfluss) ist sowohl auf Satellitenbildern als auch von einem Schiff aus deutlich zu sehen. Der Zusammenfluss befindet sich ungefähr zehn Kilometer von Manaus entfernt und ist in etwa einer Stunde mit dem Schiff zu erreichen.

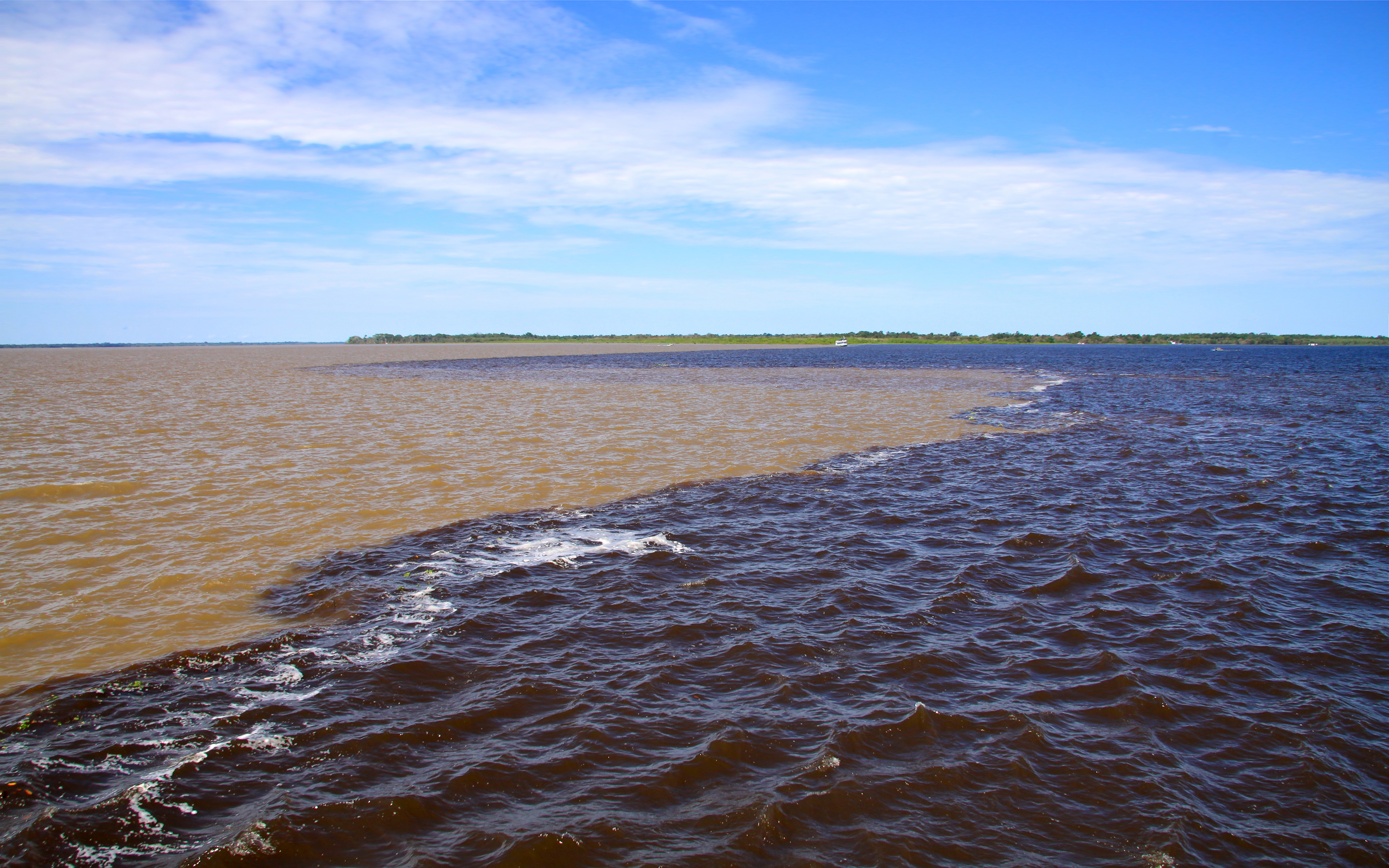
Grenze des braunen Wassers des Rio Solimões und des schwarzen Wassers des Rio Negro

Die Gründe dieses Naturereignisses liegen in den unterschiedlichen Eigenschaften der Flüsse. Zum einen hat der Rio Negro mit 3,5 einen relativ sauren pH-Wert, der von den im Wasser vorhandenen Huminstoffen herrührt, während der Rio Solimoes (Amazonas) mit 7,5 einen basischen pH-Wert hat. Die Fließgeschwindigkeit der beiden Flüsse unterscheidet sich um den Faktor drei. Der Rio Solimoes fließt mit 7,5 Kilometern pro Stunde, der Rio Negro mit 2,5 deutlich langsamer. Aufgrund der Farbe der beiden Flüsse unterscheiden sich auch deren Temperaturen. Während der braune Rio Solimoes immer unter 22 Grad (Celsius) warm ist, erreicht der schwarze Rio Negro Temperaturen über 28 Grad. Durch die unterschiedliche Temperatur der Flüsse, unterscheidet sich auch deren Dichte deutlich.

Im 107 Kilometer nördlich gelegenen Teilort Presidente Figueiredo gibt es rings um die ehemals eigenständige Stadt eine große Zahl kleinerer und größerer Wasserfälle. Einige davon liegen auf frei zugänglichem Gebiet, andere auf Privatbesitz. Sowohl Einheimische als auch Touristen nutzen an vielen Fällen die Gelegenheit zu baden.

### Strände

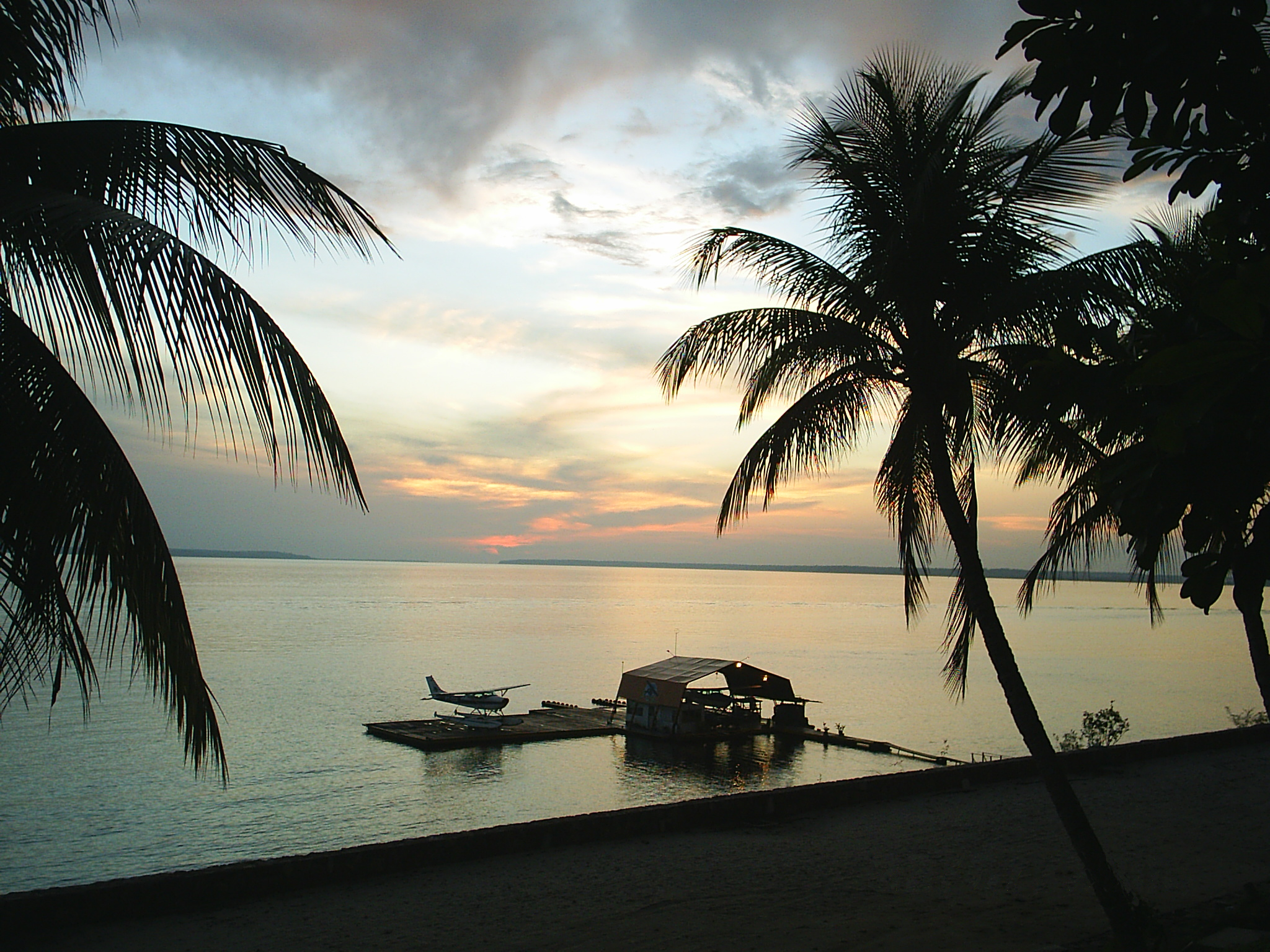
Strand am Rio Negro

Trotz der Piranhas und nachtaktiven Alligatoren wird um Manaus herum relativ gefahrlos gebadet. Es gibt zahlreiche schöne Sandstrände an den Flüssen, die bekanntesten sind die Praia da Lua (Mondstrand), die Praia Dourada und die Praia do Tupé.

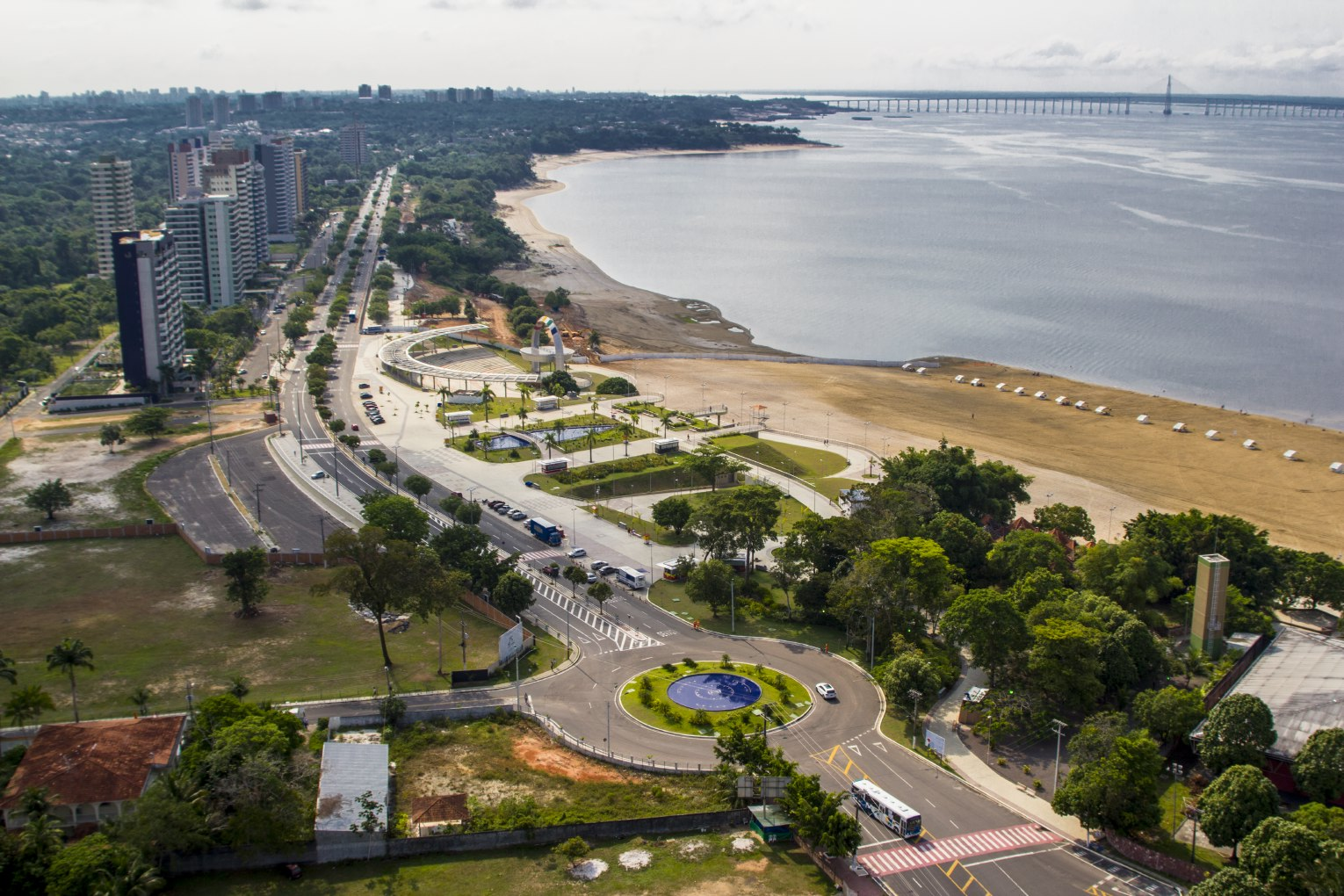
Promenade der Ponta Negra

Die Ponta Negra ist sowohl Flaniermeile als auch der stadtinnere Strand des Rio Negros. Hier befinden sich Bars, Beachvolleyballfelder und das exklusive Hotel Tropical, welches einen eigenen kleinen Kleintierzoo besitzt. Die Ponta Negra liegt dreizehn Kilometer in nordwestlicher Richtung vom Stadtkern entfernt. Von Zeit zu Zeit finden hier kleinere Festivals und sonstige Veranstaltungen statt.

### Kulinarische Spezialitäten
Typisch für die Manauser Küche sind vor allem die Fischgerichte mit Fischen aus der Region. Die Vielfalt an Fischen ist sehr groß, weshalb es auch sehr viele Fischgerichte gibt. Typisch ist ferner Tacacá, eine Brühe aus dem Saft der Maniok-Wurzel mit Krabben und Jambú.
Selbstverständlich gibt es auch in Manaus das brasilianische Nationalgericht Feijoada.
Ebenso typisch für die Stadt sind die vielen verschiedenen, im europäischen Raum fast unbekannten, Früchte, die fast allesamt auch als Säfte angeboten werden und die aus der Region stammen. Nennenswert sind hier unter anderem Graviola, Cupuaçu, Açaí, Jenipapo, Bacuri, Pupunha und Tucumã.

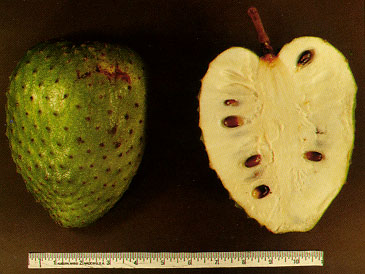
Graviola
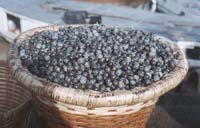
Açai
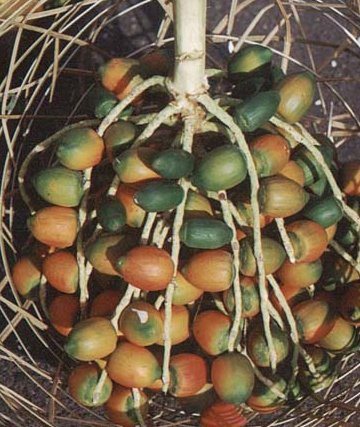
Pupunha
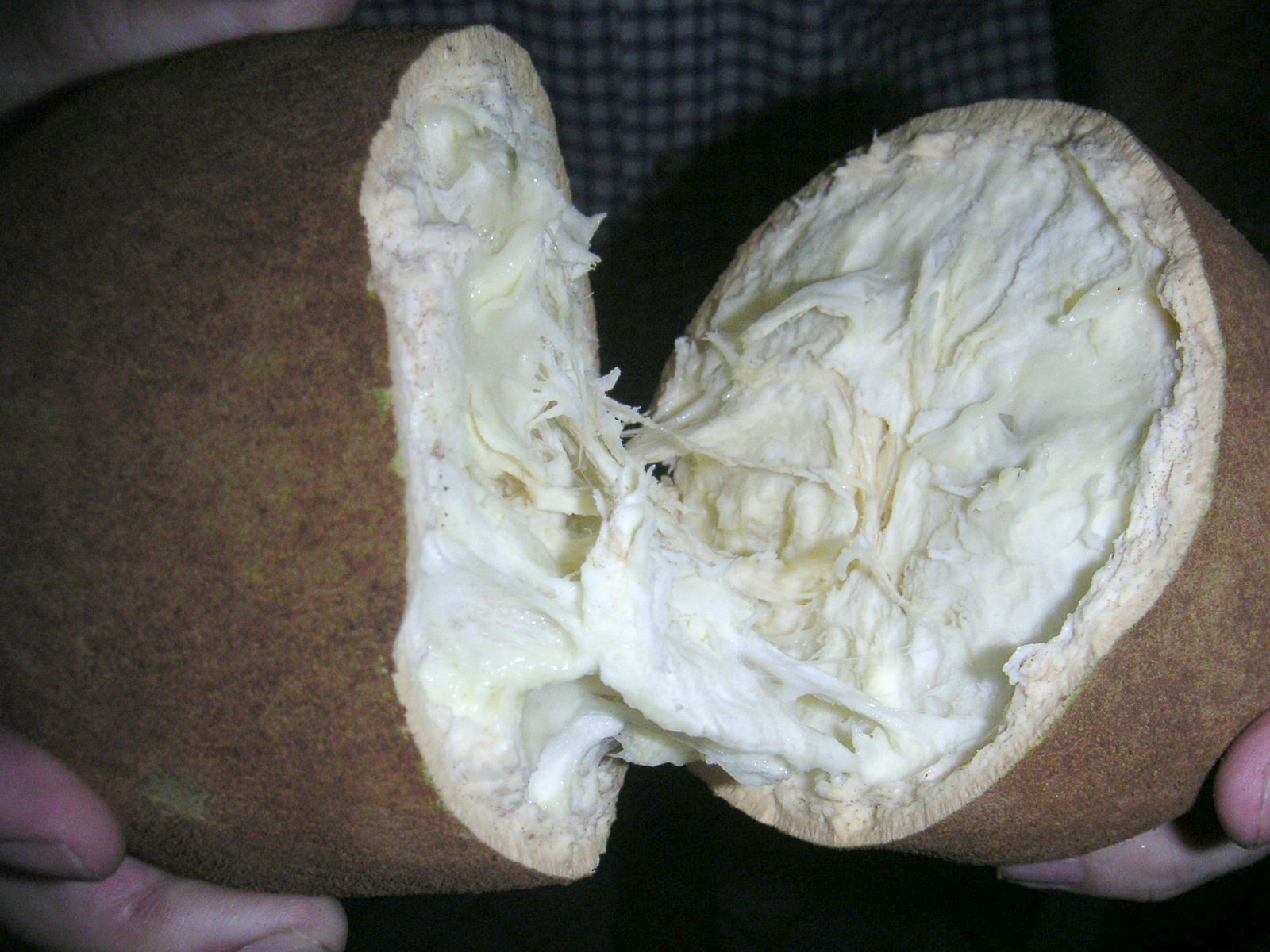
Geöffnete Cupuaçu-Frucht

### Musik
Eine sehr beliebte Musikrichtung ist der Forró (ausgesprochen als foho). In der Stadt gibt es zahlreiche Lokalitäten, wo vor allem am Wochenende Forró getanzt wird.
Der ursprünglich aus Salvador da Bahia stammende Axé ist ebenfalls sehr populär, genauso wie Carimbó. Ursprünglich handelte es sich bei Axé um eine Musik, die lediglich während des Karnevals aufgeführt wurde. Mittlerweile allerdings gibt es Musikgruppen und -lokale, die das ganze Jahr über Axé spielen.

### Festivals/Feste

Olodum bei einem Auftritt im Vorfeld des Karnevals 2004

Im Vorfeld (Januar/Februar) des eigentlichen Karnevals finden an verschiedenen Lokalitäten Konzerte von Karneval-Bands, wie zum Beispiel Olodum, statt. Diese Konzerte beginnen meist gegen 20 Uhr und dauern bis in die frühen Morgenstunden. Es treten dabei jeweils mehrere in Brasilien zum Teil sehr bekannte Bands hintereinander auf.

Parade einer favorisierten Sambaschule im Sambodromo 2004

Der eigentliche Höhepunkt des Karnevals, die Parade der Sambaschulen, findet an zwei aufeinander folgenden Tagen statt. Der Veranstaltungsort ist wie in Rio de Janeiro das sogenannte Sambódromo. Hierbei handelt es sich um einen ungefähr 500 Meter langen Straßenzug, der rechts und links von Tribünen gesäumt wird, die mehr als 100.000 Zuschauer fassen.

Wagen einer Sambaschule bei der Parade im Sambódro 2004

Dabei ziehen die Sambaschulen eine nach der anderen mitsamt ihrer Percussiontruppe, ihrer Wagen, den Tanzpaaren, Sambatänzerinnen und Tanzgruppen durch das Sambódromo. Pro Schule dauert das Spektakel in etwa eine Stunde. Zu Beginn des jeweiligen Abends (20 Uhr) sind die kleineren Schulen an der Reihe, doch je später der Abend wird, desto größer werden die Wagen, und desto prachtvoller werden die Kostüme. Gegen 5 Uhr der jeweiligen Nacht treten die beiden favorisierten Schulen auf.

Ein Teil des Sambódromos während der Boi-Bumba 2003

Das Festival Bumba-meu-boi, das ebenfalls im Sambódromo stattfindet, ist ähnlich wie das bekanntere in Parintins. Es treten auch zwei „Mannschaften“, die blauen Boi Caprichoso sowie die roten Boi Garantido, gegeneinander an.
Entlang des Sambódromos werden kleinere Bühnen aufgebaut, auf denen sich die Tänzer beider Mannschaften anschließend in Vierergruppen messen. Nun ziehen die Bands der Mannschaften abwechselnd durch das Sambódromo und geben ihre selbstkomponierten Stücke zum Besten. Für jedes Lied gibt es eigene Tanzschritte. Die Tänzer auf den Bühnen tanzen zu den Liedern und hinter dem Wagen, der die Band durchs Sambódromo fährt, kann jeder der möchte mittanzen.
Am Ende des zweitägigen Wettkampfs entscheidet eine Jury, welche Mannschaft gewonnen hat.
Das Festival findet immer um den Geburtstag der Stadt am 24. Oktober statt. Außerdem gibt es noch ein weiteres Boi-Festival, das sogenannte Carnaboi, das kurz vor Karneval stattfindet und ähnlich abläuft wie Bumba-meu-boi. Es leitet seinen Namen vom portugiesischen Wort für Karneval (Carnaval) ab.

Das Theater mit einer riesigen Warteschlange für Karten, die fast um das ganze Gebäude reicht

Das Festival Amazonas de Ópera findet im April und Mai statt. Während des Festivals werden verschiedene Opern im Teatro Amazonas aufgeführt.
Während des Folklore Festivals (Festival Folchlórico do Amazonas) im Juni finden verschiedene folkloristische Veranstaltungen statt, so etwa auch Feste, bei denen die Einheimischen historische Kleidung tragen und beispielsweise Hochzeiten aus früheren Tagen nachspielen. Der Höhepunkt am 29. des Monats ist die St.-Peter-Fluss-Prozession (Procissão Fluvial de São Pedro), bei der hunderte Boote auf den Rio Negro hinausfahren, um den Schutzheiligen der Fischer zu ehren.

### Sport
Die Handball-Panamerikameisterschaft der Männer 1985 wurde im Gimnasio do SESI und im Gimnasio do SHARP ausgetragen.
Manaus war einer der zwölf Spielorte der Fußball-Weltmeisterschaft 2014 in Brasilien. Dafür wurde ein neues Stadion gebaut, die Arena da Amazônia. Das an dieser Stelle vorher stehende Stadion „Vivaldão“ mit einer Kapazität von 15.000 Zuschauern wurde dafür 2011 abgerissen.
Der 2013 gegründete Fußball-Verein Manaus FC spielt in der dritten brasilianischen Liga (Série C), der traditionsreichere São Raimundo Esporte Clube in der vierten Liga (Série D).

## Persönlichkeiten

### Söhne und Töchter der Stadt
- Olga Praguer Coelho (1909–2008), Sängerin und Komponistin
- Cláudio Santoro (1919–1989), Komponist
- Francisco Xavier de Albuquerque (1926–2015), Jurist und Präsident des obersten brasilianischen Gerichtshofs (1981–1983)
- Eduardo Koaik (1926–2012), römisch-katholischer Geistlicher, Bischof von Piracicaba
- Terezinha Morango (* 1936), Miss Brasil 1957 und Zweite bei der Wahl zur Miss Universum
- José Augusto Branco (* 1942), Schauspieler des brasilianischen Fernsehsenders Rede Globo
- Antônio Calmon (* 1945), Drehbuchautor
- Márcio Souza (* 1946), Schriftsteller (z. B. „Mad Maria“)
- Jacson Damasceno Rodrigues (1948–1998), katholischer Geistlicher, Weihbischof in Manaus
- Djalma Limongi Batista (* 1950), Filmemacher
- Vinícius Cantuária (* 1951), Sänger und Komponist
- Milton Hatoum (* 1952), Schriftsteller und Literaturprofessor an der UFAM und der Universität von Kalifornien in Berkeley
- Aurélio Michiles (* 1952), Filmemacher
- Washington Luis Régis da Silva (* 1954), Unternehmer und Politiker
- Wallace Souza (1958–2010), Fernsehmoderator
- José Albuquerque de Araújo (* 1968), römisch-katholischer Geistlicher, Bischof von Parintins
- Zenildo Lima da Silva (* 1968), römisch-katholischer Geistlicher, Weihbischof in Manaus
- Luis Corrêa de Jesus (* 1973), Beachvolleyballspieler
- Yaguarê Yamã (* 1973), indigener Schriftsteller
- Daniel Pellizzari (* 1974), Schriftsteller und Übersetzer literarischer Texte
- Malvino Salvador (* 1976), Schauspieler des brasilianischen Fernsehsenders Rede Globo
- Andrezza Martins das Chagas (* 1977), brasilianisch-georgische Beachvolleyballspielerin
- Marcelo Mourão Gomes (* 1979), Solotänzer des 'American Ballet Theatre' in New York, USA
- Antonio Pizzonia (* 1980), Formel-1-Rennfahrer
- Armando Camargo (* 1982), Radrennfahrer
- Hiziel Souza Soares (* 1985), Fußballspieler
- Hamilton Soares de Sá (* 1991), Fußballspieler
- Bianor (* 1994), Fußballspieler

### Persönlichkeiten, die vor Ort gewirkt haben
- Amazonino Mendes (1939–2023), Bürgermeister von Manaus von 2009 bis 2013